# Llista del Patrimoni de la Humanitat d'Amèrica
Llista dels béns culturals i naturals declarats Patrimoni de la Humanitat per la UNESCO al continent americà, organitzats per estats i territoris. Al començament de cada un dels béns s'indica l'any en què foren declarats Patrimoni de la Humanitat; si hi ha més d'una data vol dir que s'ha produït una rectificació (normalment una ampliació) dels béns llistats originàriament. Els marcats amb un asterisc (∗) també estan inclosos dins la llista del Patrimoni de la Humanitat en perill.

## Patrimoni transfronterer
- 1979, 1992 i 1994: Kluane / Wrangell – St. Elias / Glacier Bay / Tatshenshini-Alsek amb les reserves naturals de Kluane, Wrangell - Saint Elias, Badia de les Glaceres i Tatshenshini-Alsek (compartit entre el Canadà i els Estats Units).

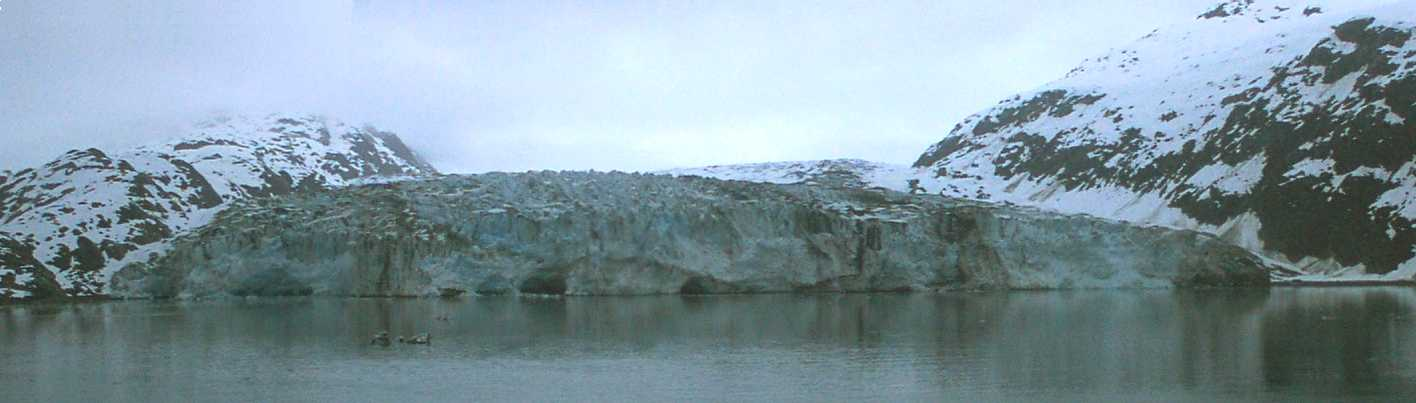
Glacera al parc nacional de Glacier Bay, a Alaska

- 1983 i 1984: Les missions jesuítiques guaranís (compartit entre l'Argentina: San Ignacio Miní, Santa Ana, Nuestra Señora de Loreto i Santa María la Mayor, totes a la província de Misiones, i el Brasil: ruïnes de São Miguel das Missões, a Rio Grande do Sul).
- 1983 i 1990: El Parque Internacional La Amistad, a la serralada de Talamanca (compartit entre Costa Rica i el Panamà).
- 1995: El Parc Internacional Waterton-Glacier (compartit entre el Canadà i els Estats Units).
- 2014: Els camins andins de Qhapaq Ñan (compartit entre l'Argentina, Bolívia, Colòmbia, l'Equador, el Perú i Xile).
- 2016: L'obra arquitectònica de Le Corbusier (compartit entre França, Alemanya, Argentina, Bèlgica, Índia, Japó i Suïssa).

## Patrimoni classificat per estats i territoris

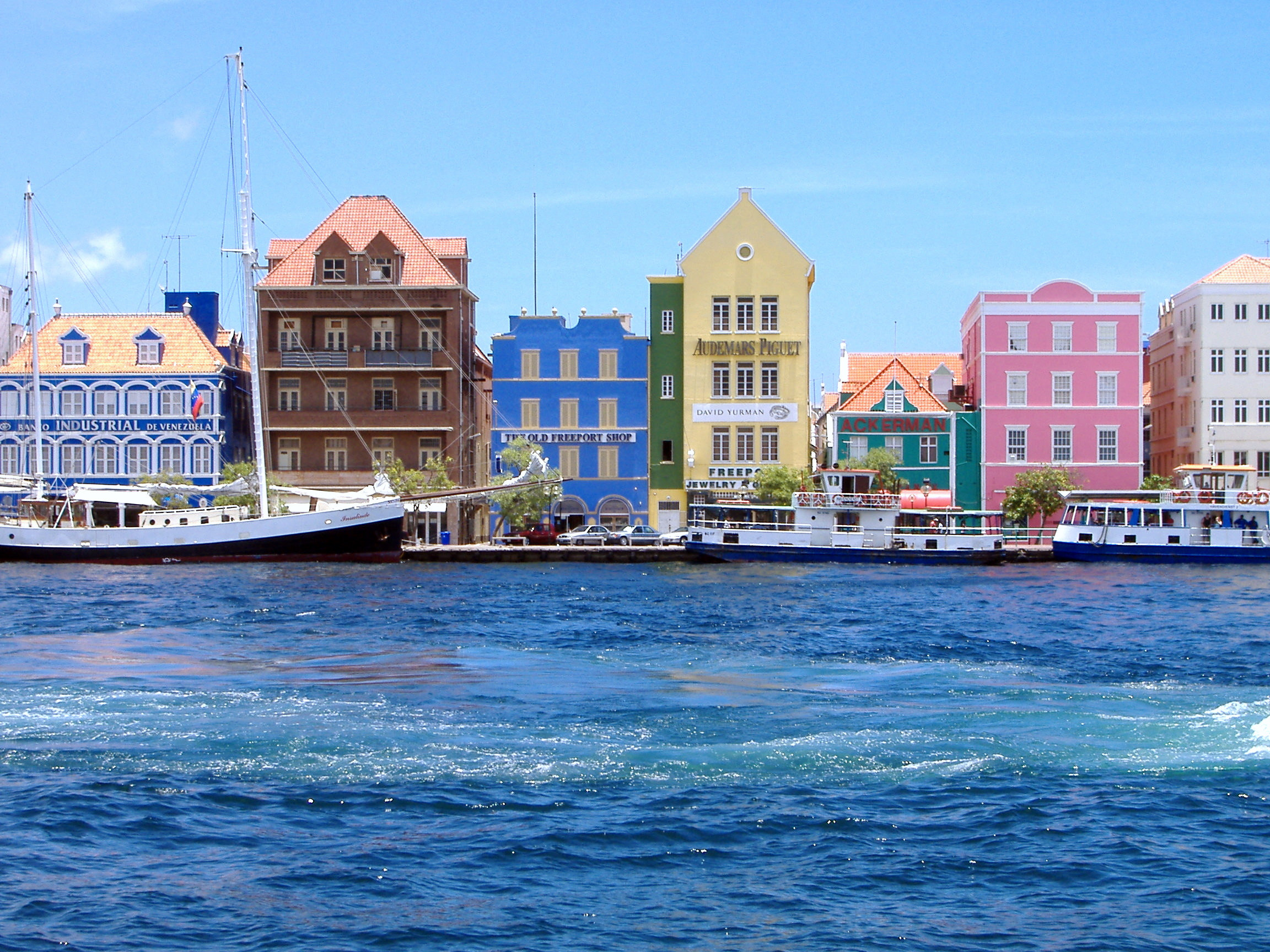
El port de Willemstad (Curaçao)

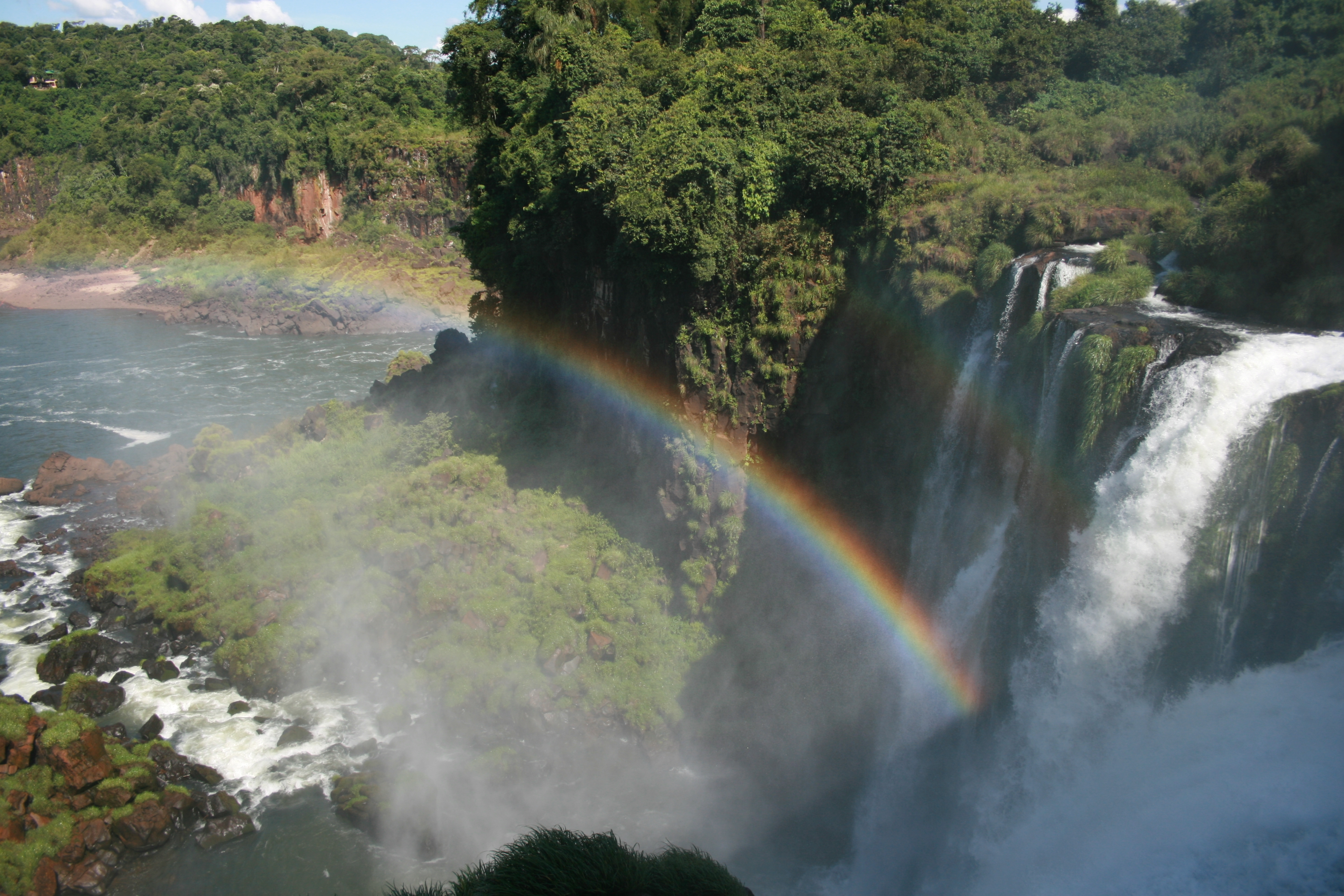
Les cascades de l'Iguaçú

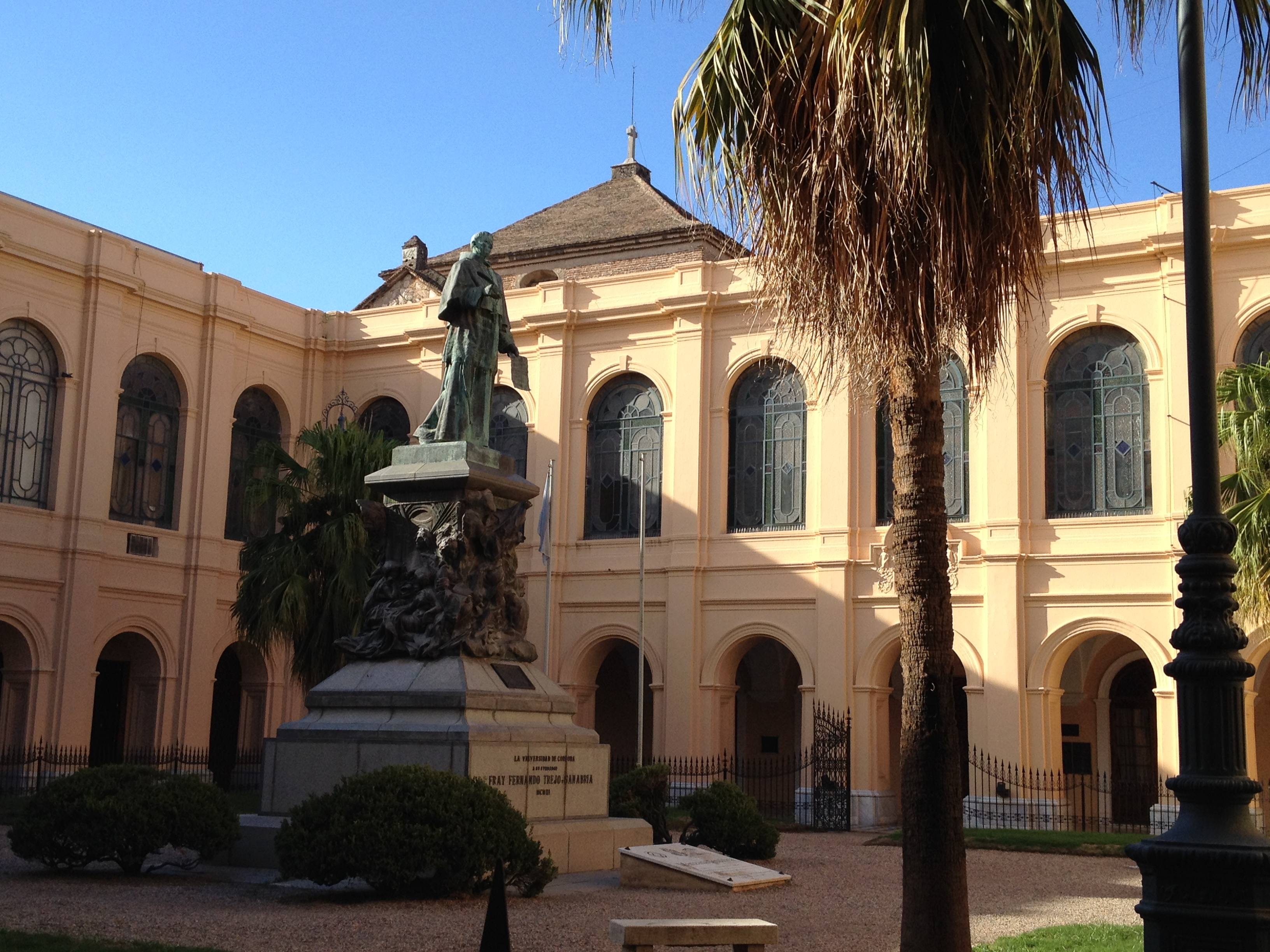
L'illa jesuítica de Córdoba

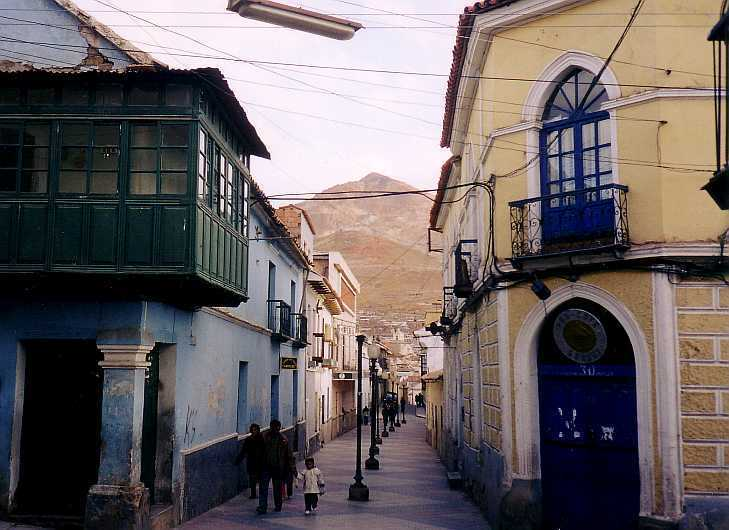
El centre històric de Potosí

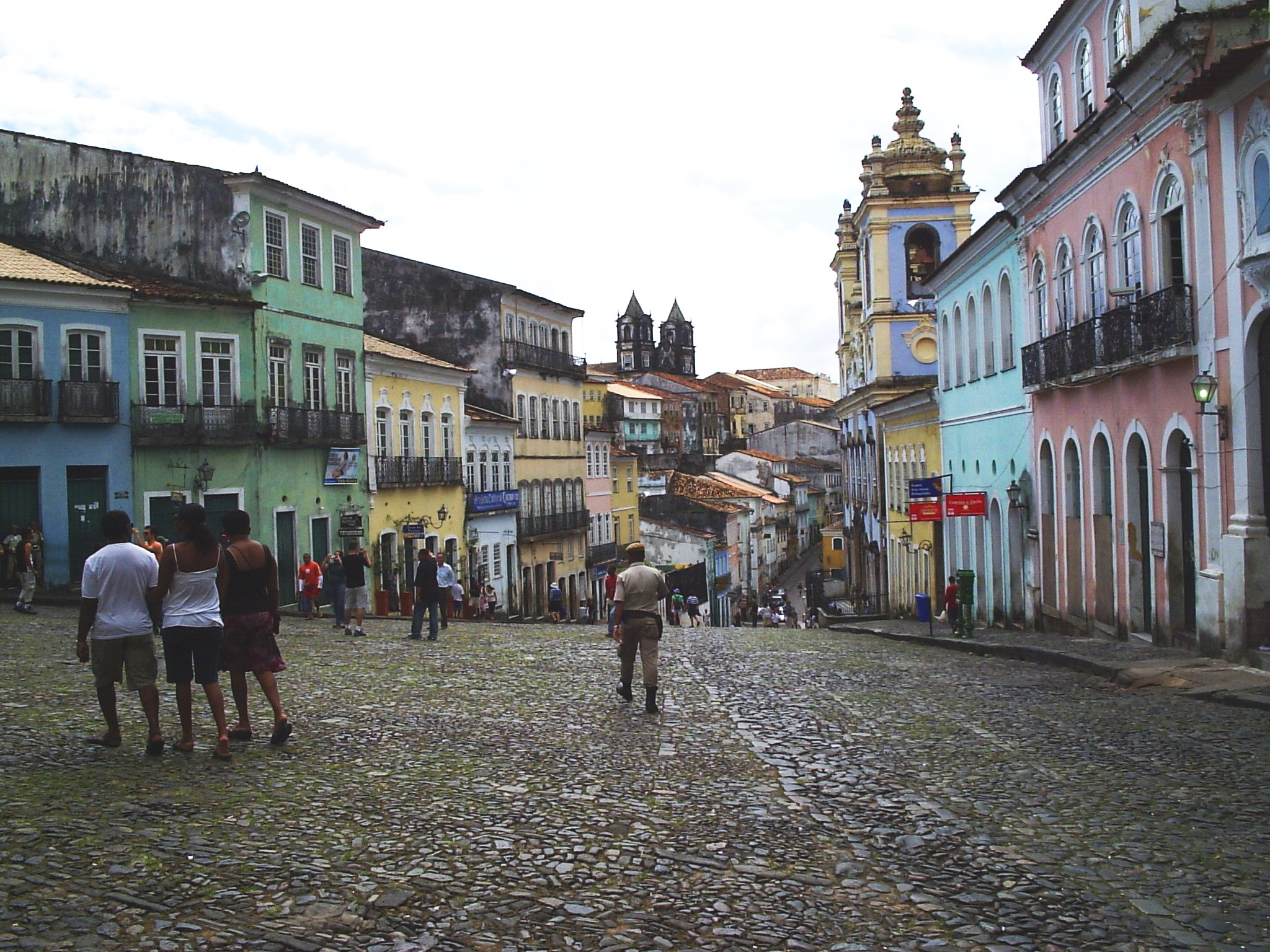
El centre històric de Salvador de Bahia

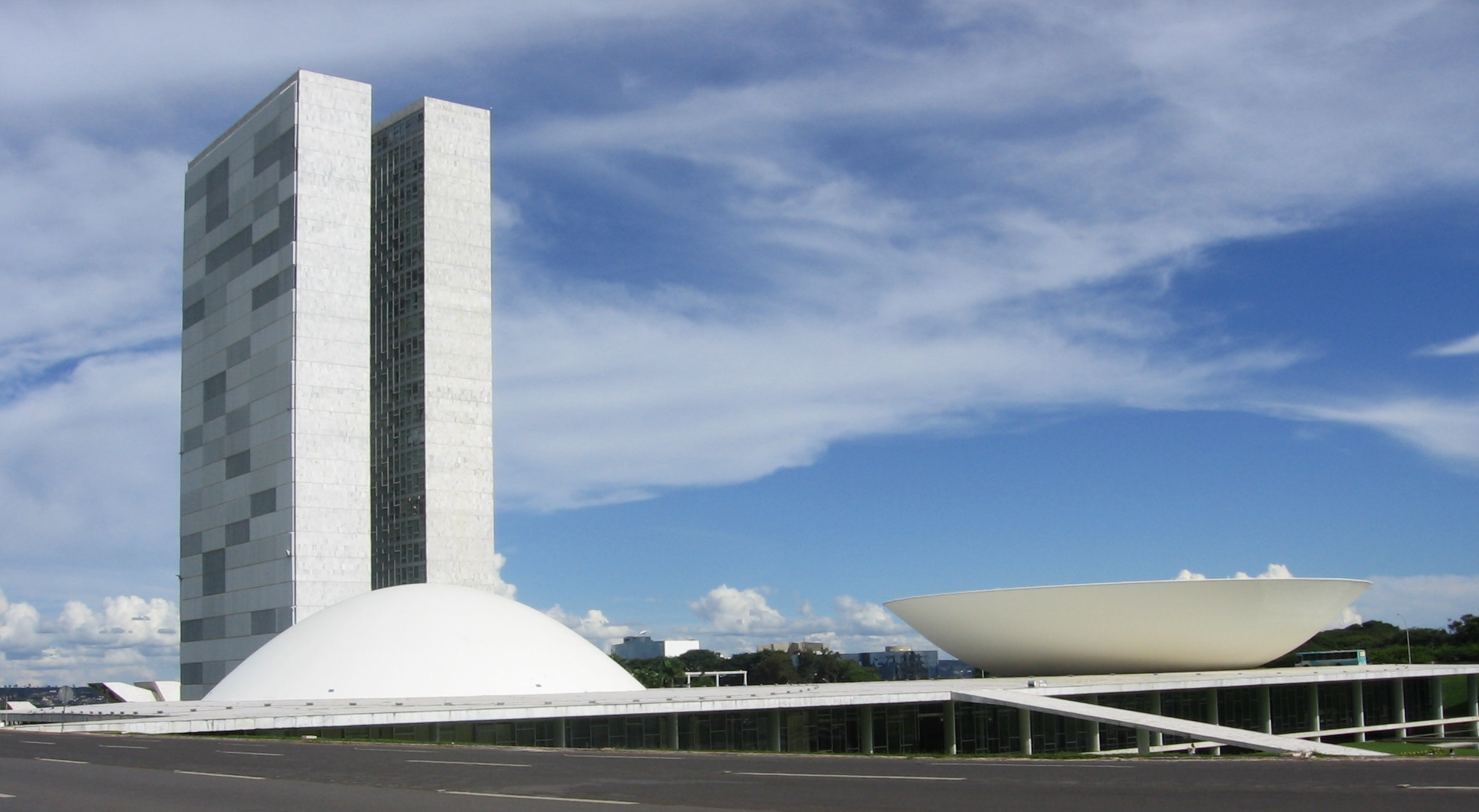
El Congrés Nacional a Brasília

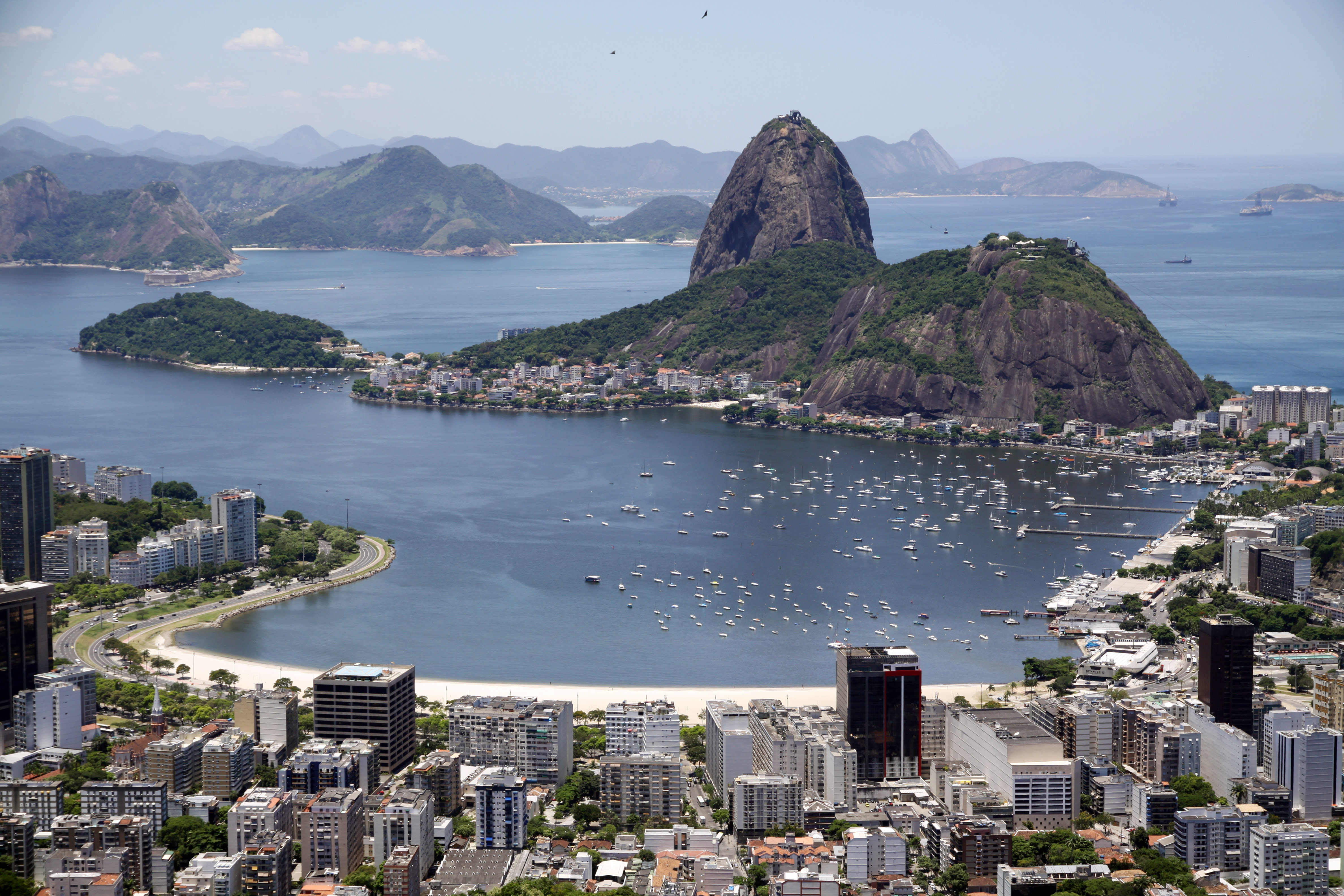
La cala de Botafogo i el Pão de Açúcar a Rio de Janeiro

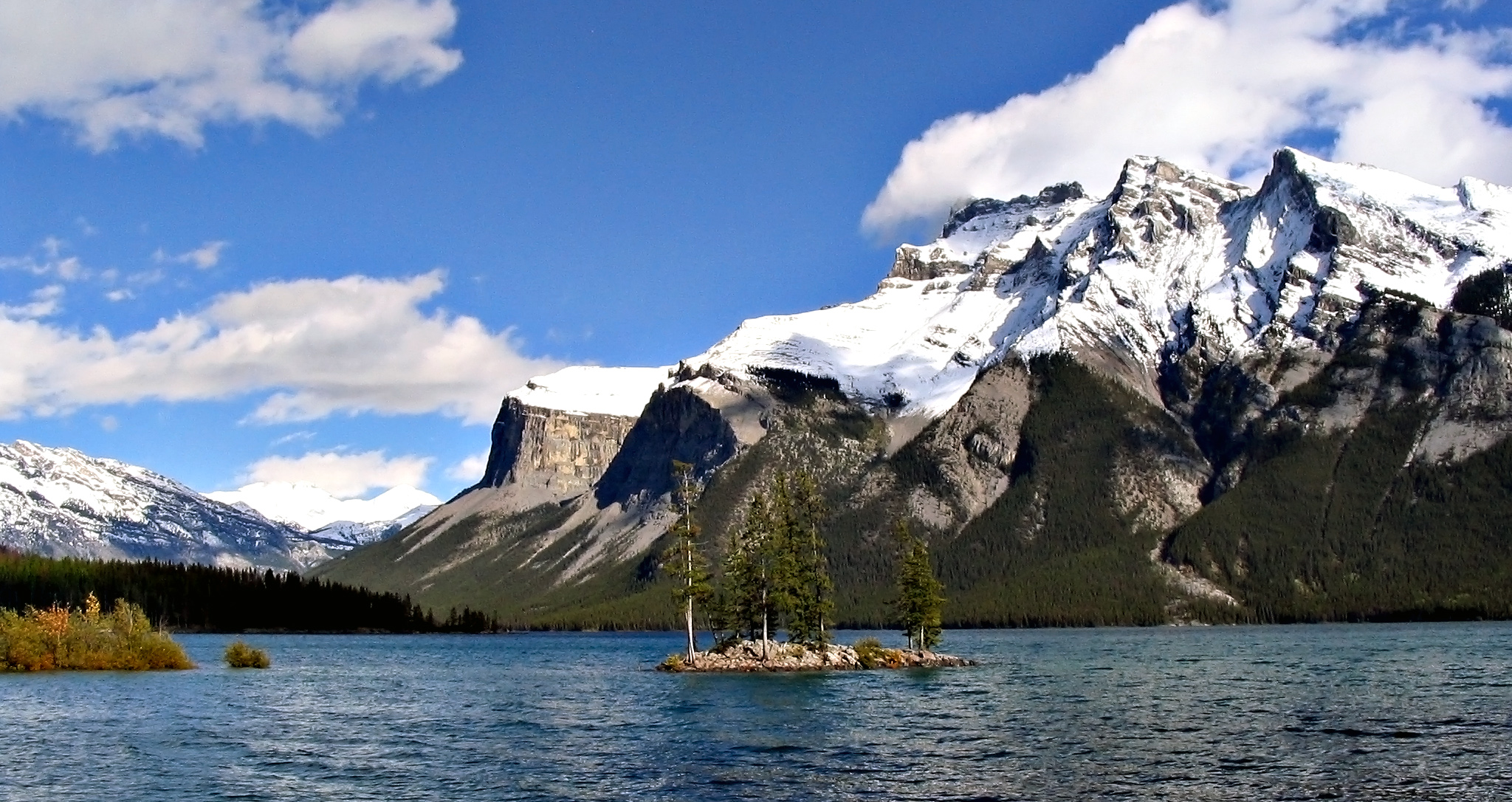
El llac Minnewanka al parc nacional de Banff, a les muntanyes Rocoses

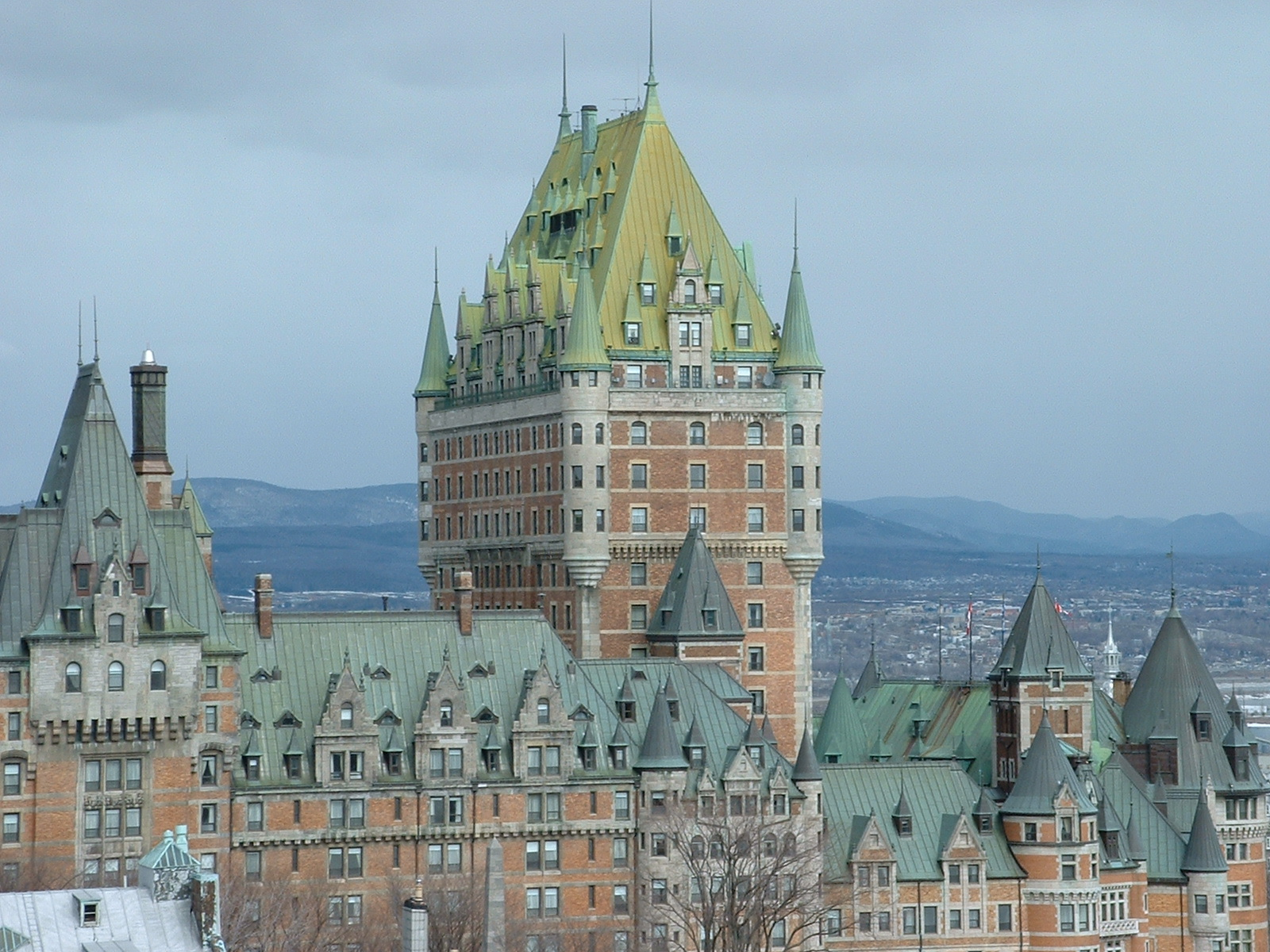
El castell de Frontenac, a la ciutat de Quebec

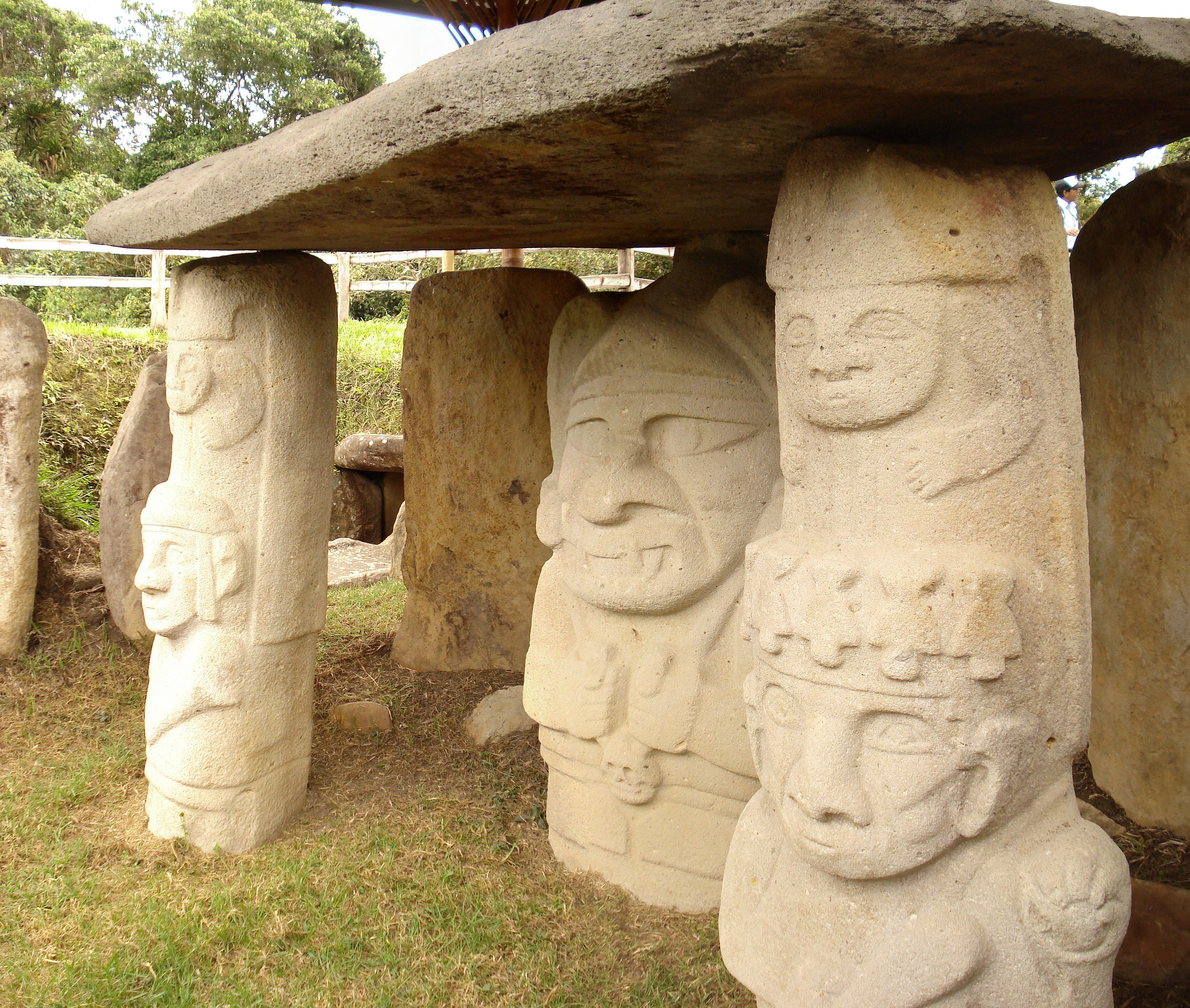
Art precolombí a San Agustín

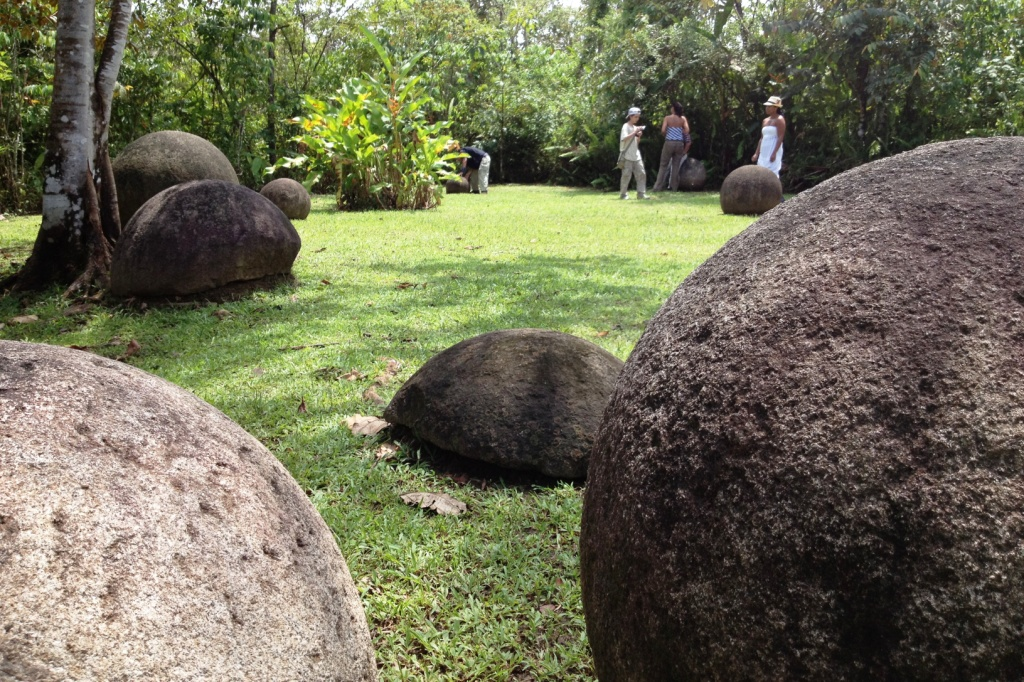
Les esferes de pedra de Costa Rica

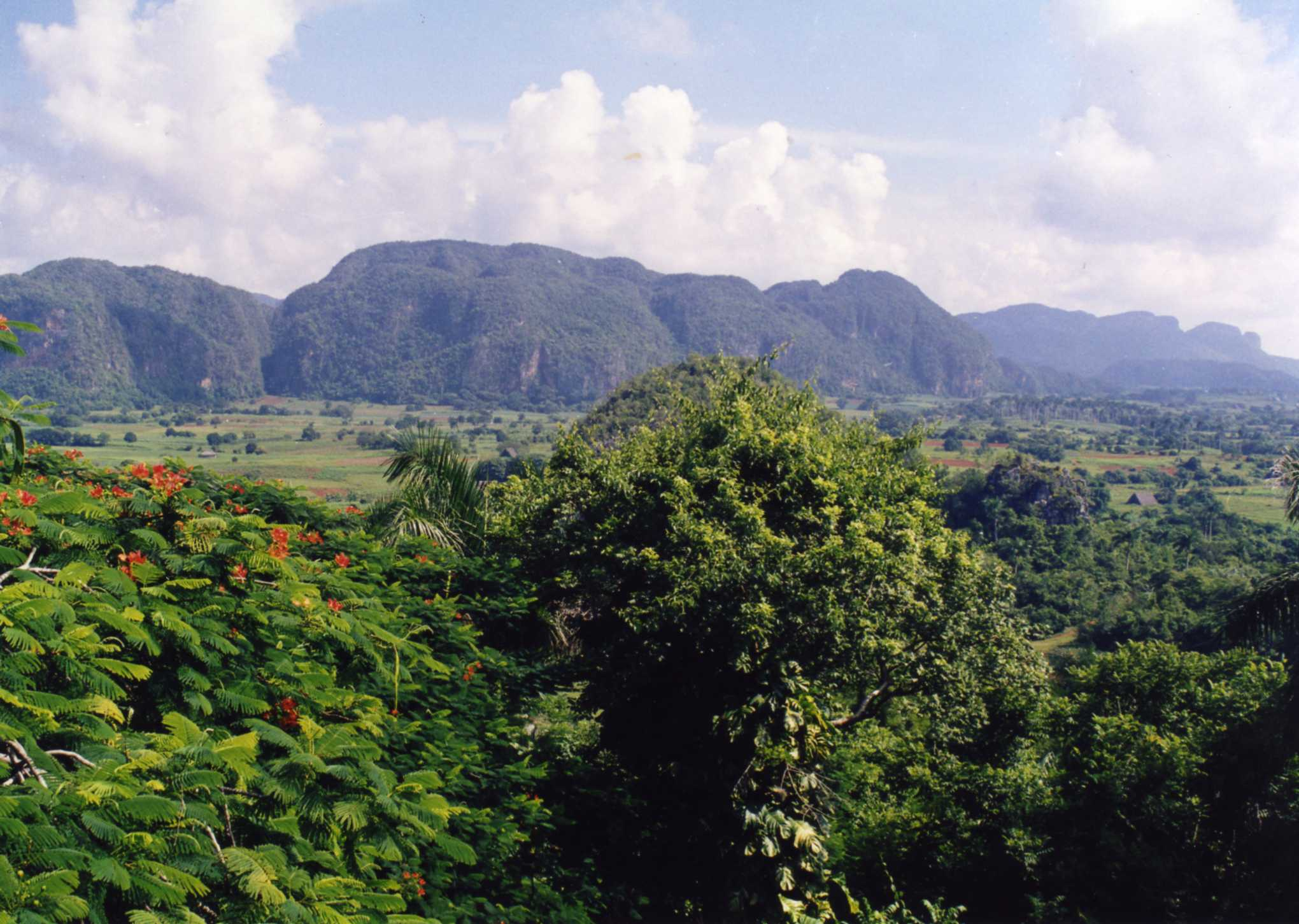
La vall de Viñales

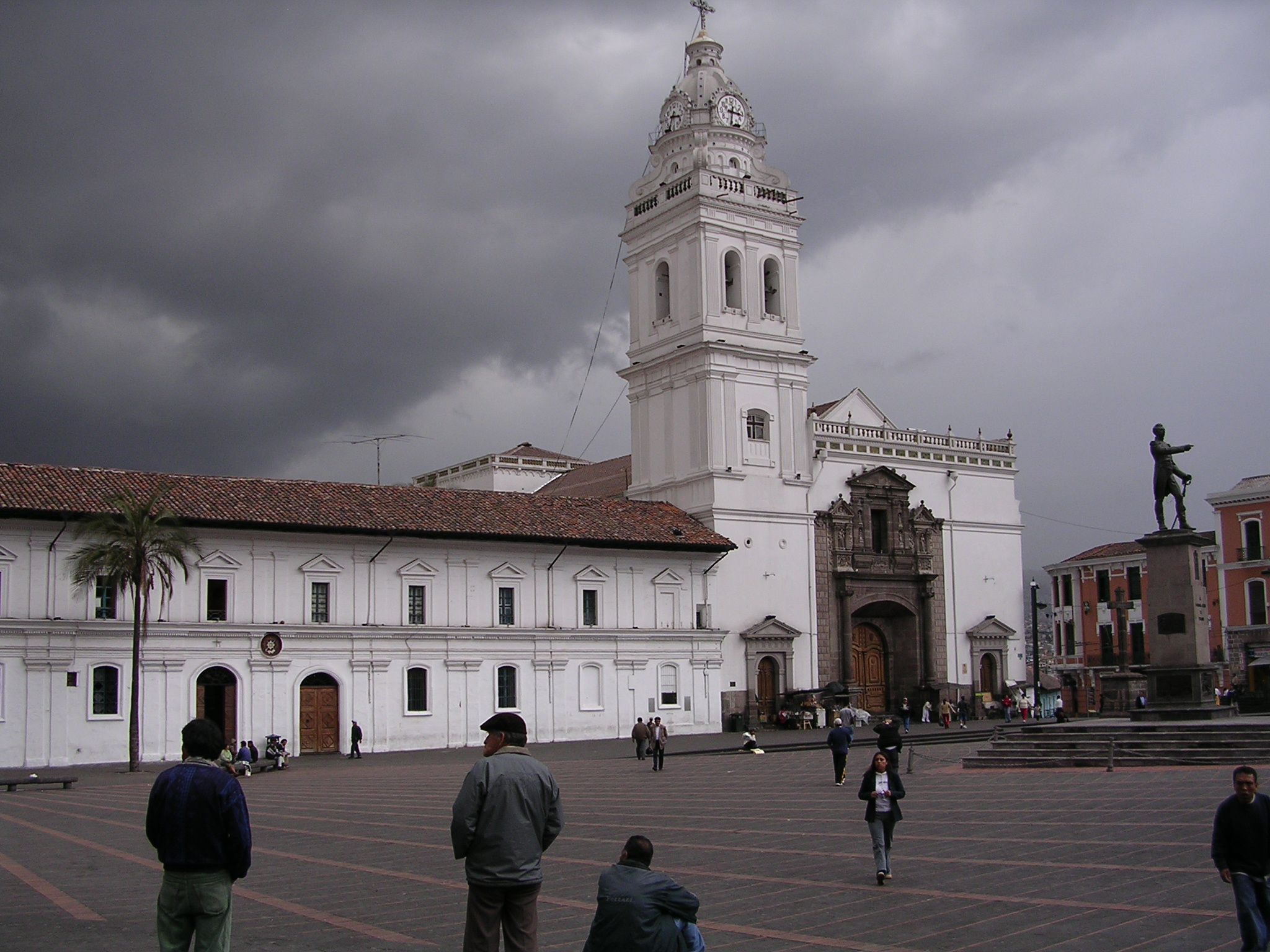
Santo Domingo, a Quito

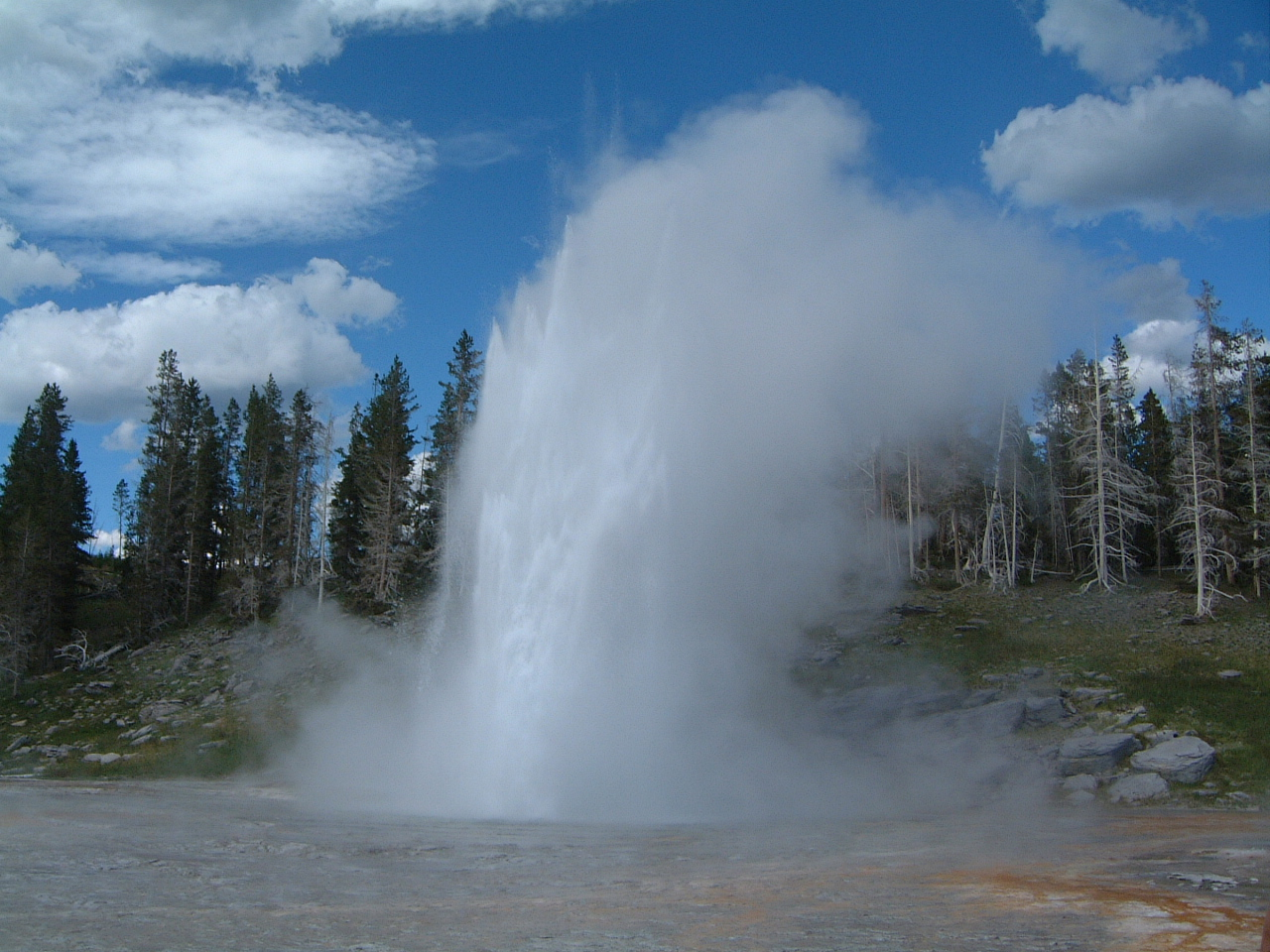
Guèiser al parc de Yellowstone

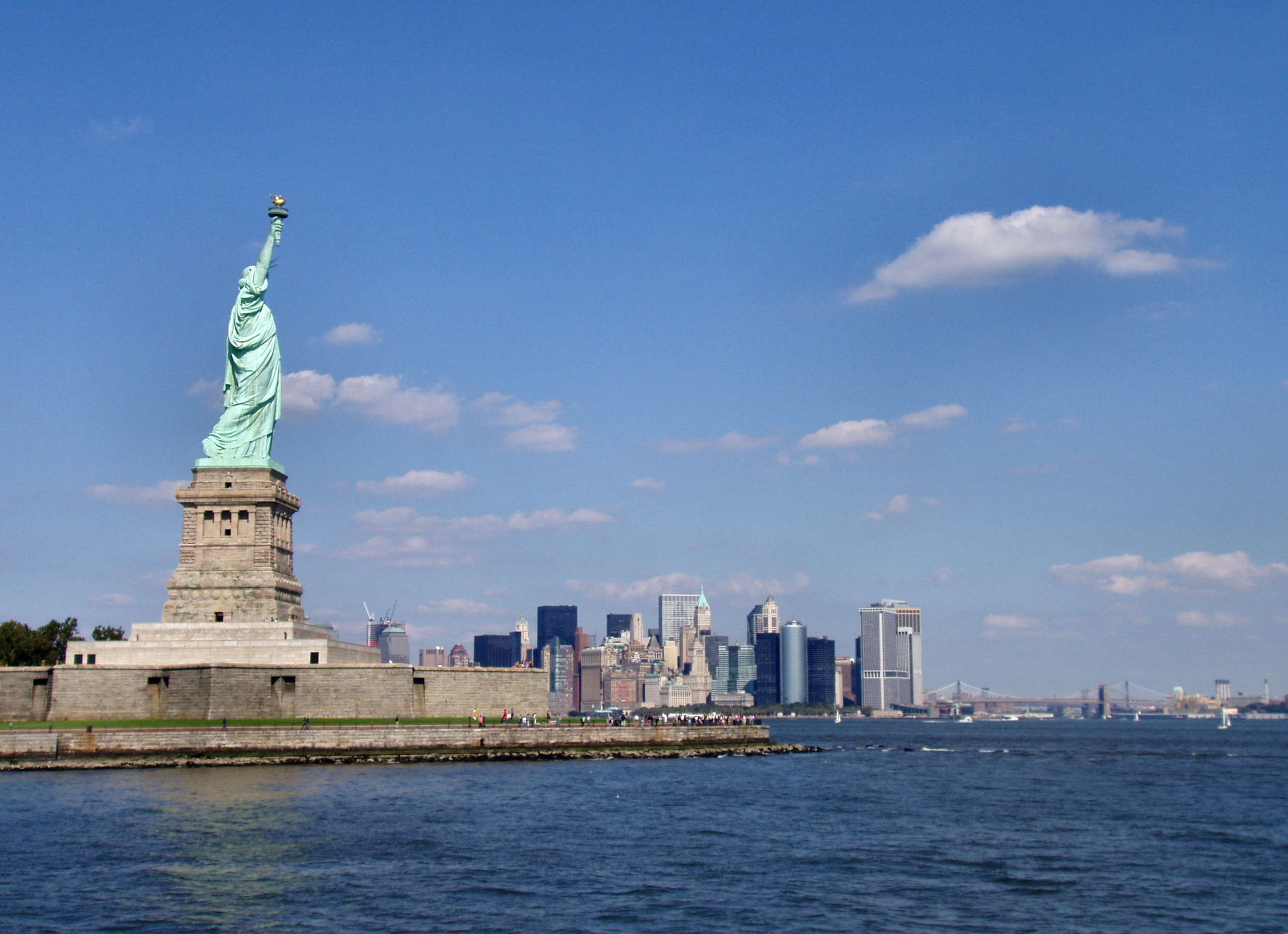
L'estàtua de la Llibertat, amb Nova York al fons

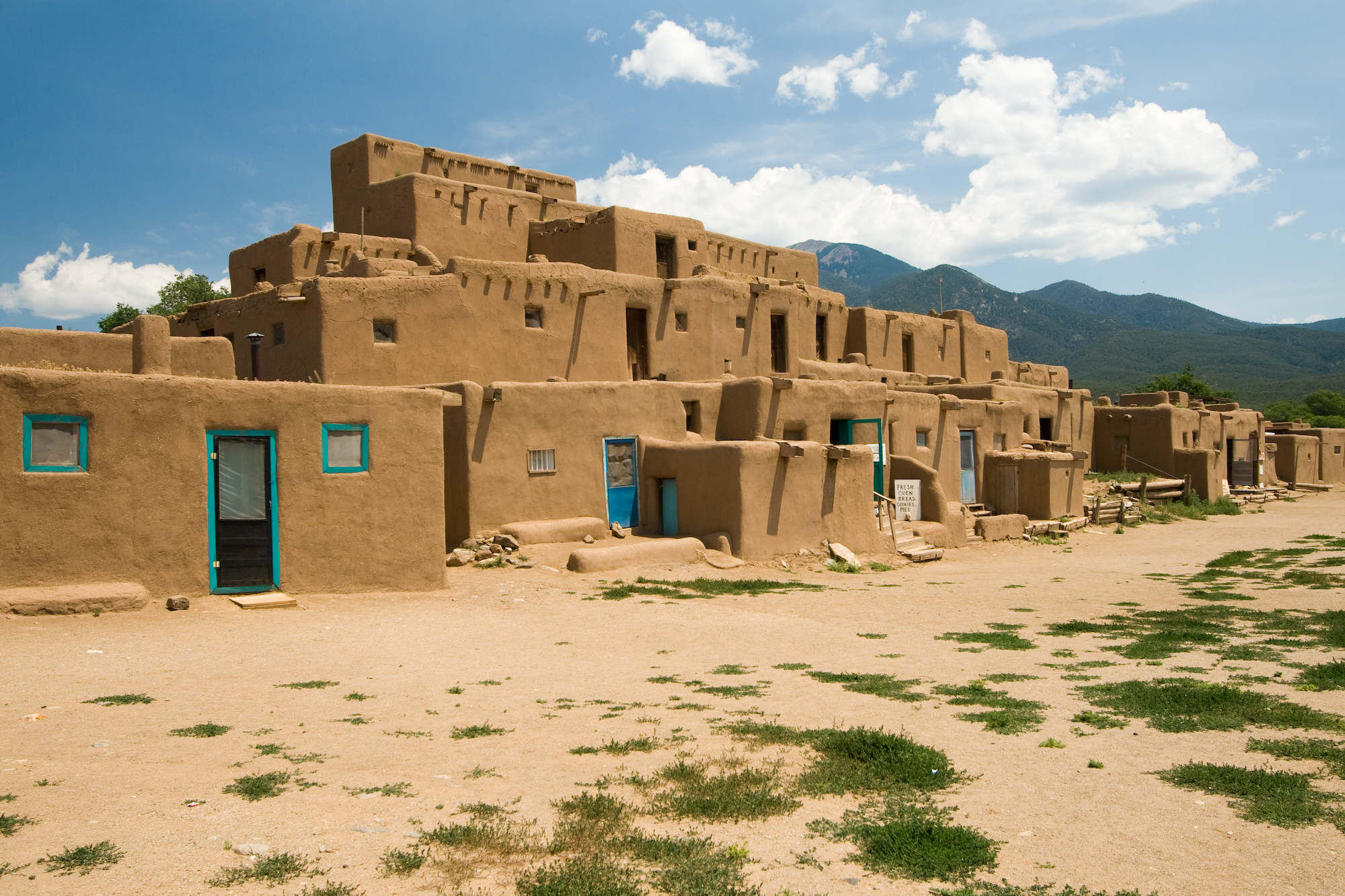
El poble de Taos Pueblo

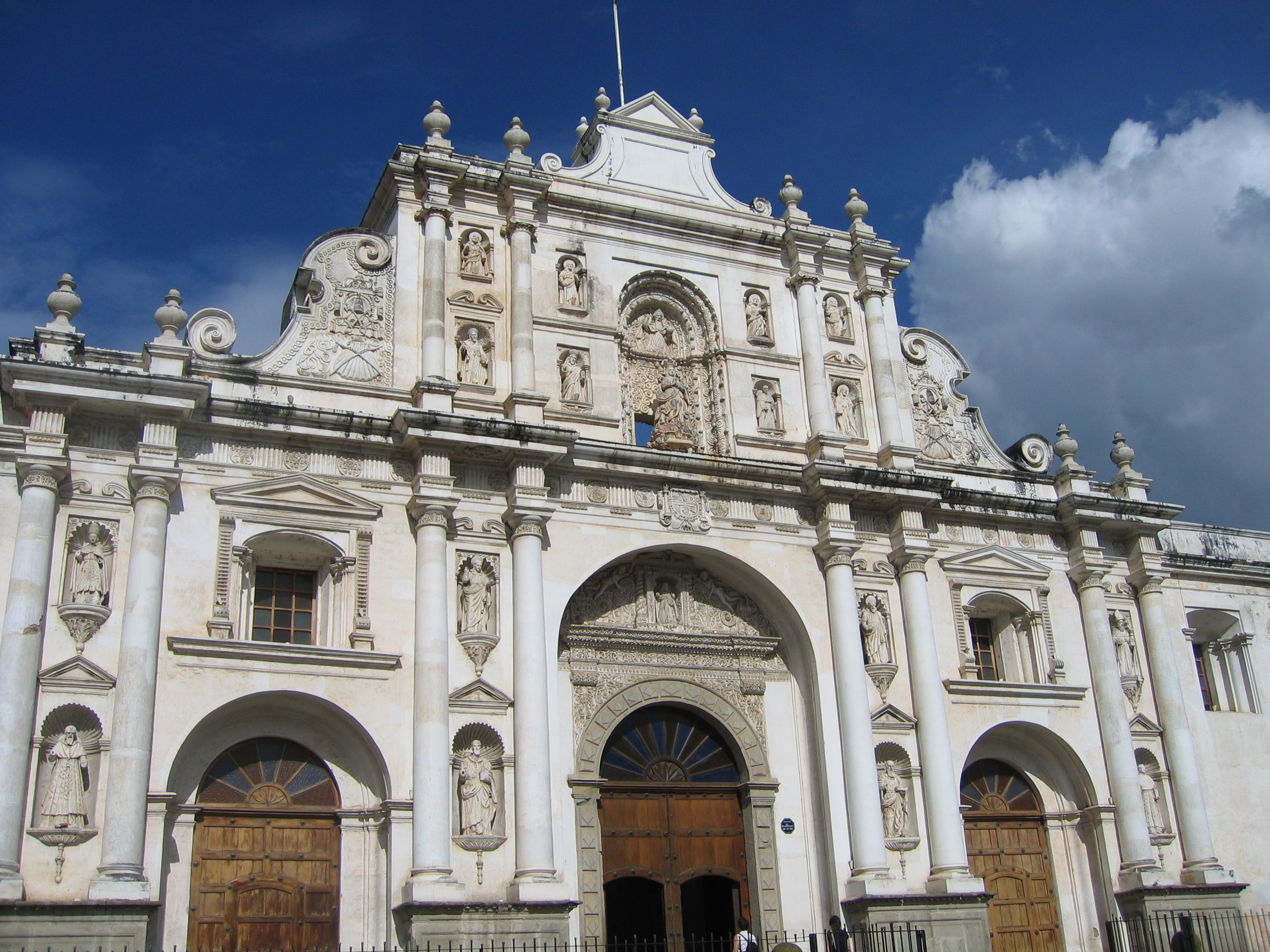
La catedral d'Antigua Guatemala

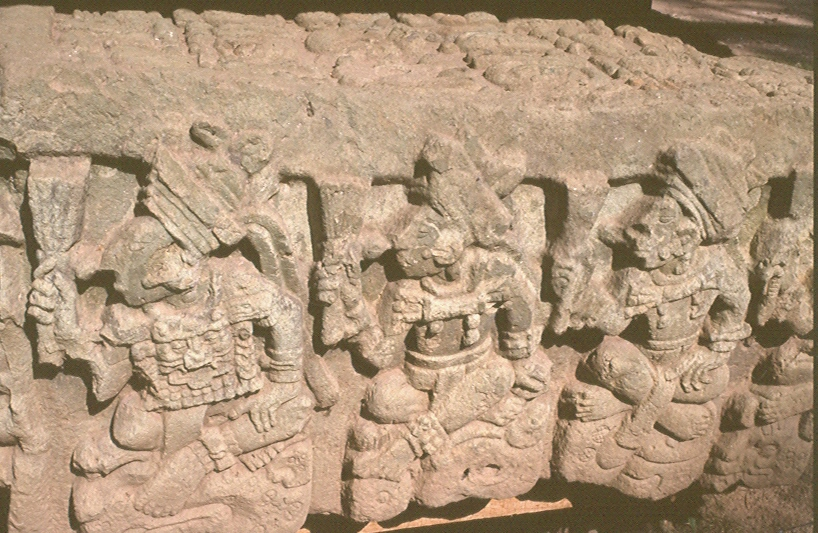
Relleu escultòric d'un altar de Copán

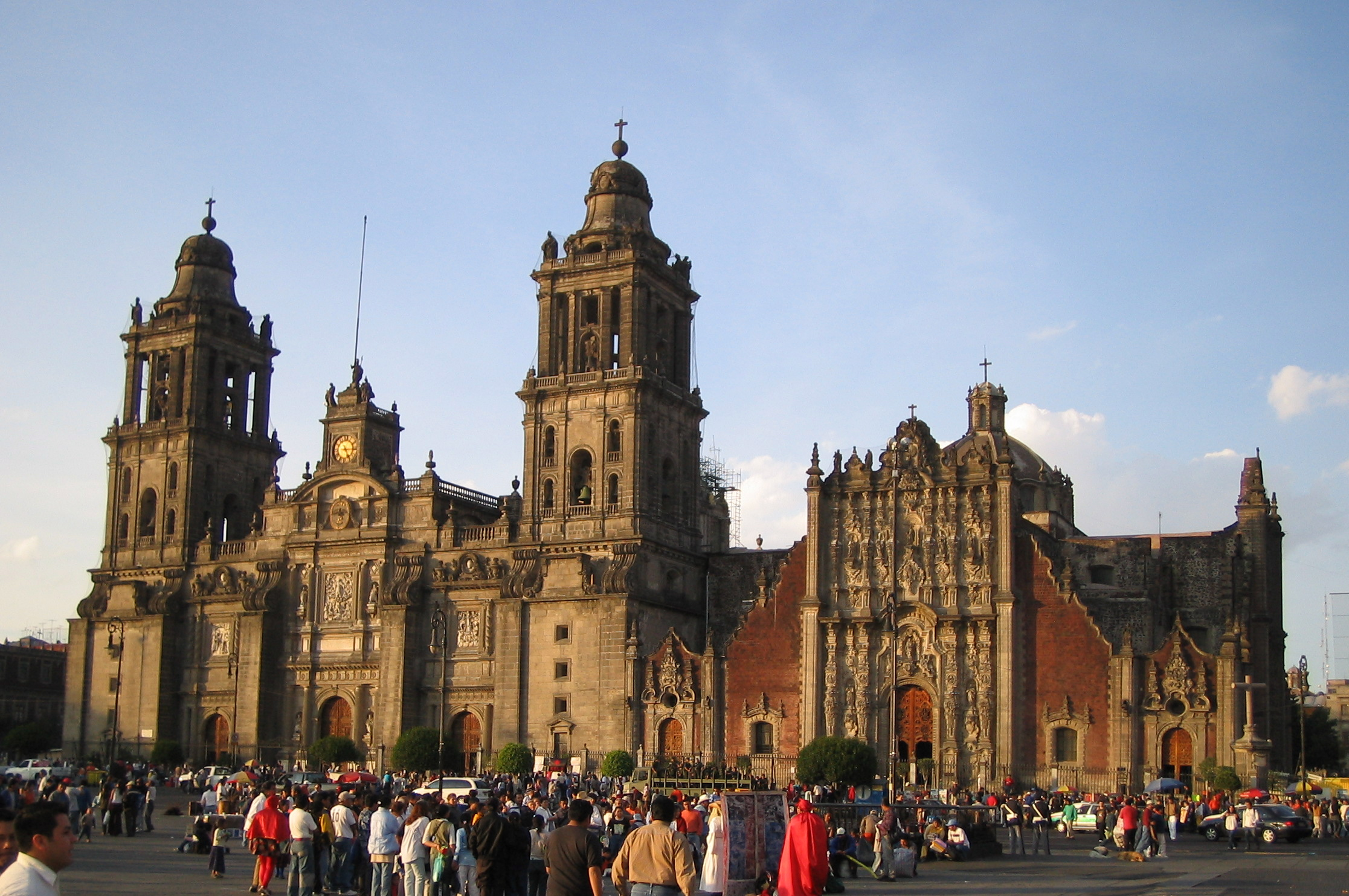
La catedral de la Ciutat de Mèxic

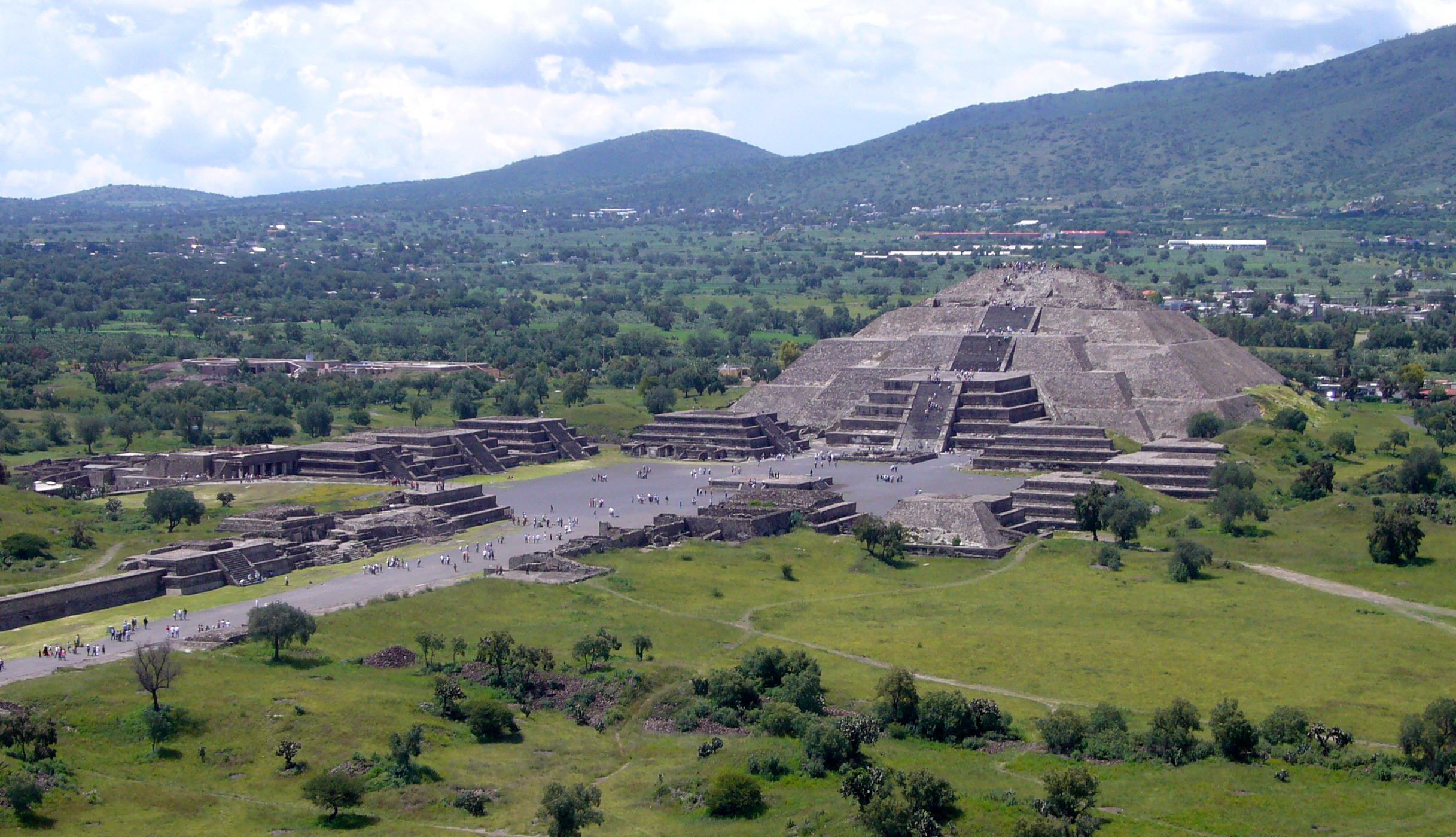
La piràmide de la Lluna, a Teotihuacan

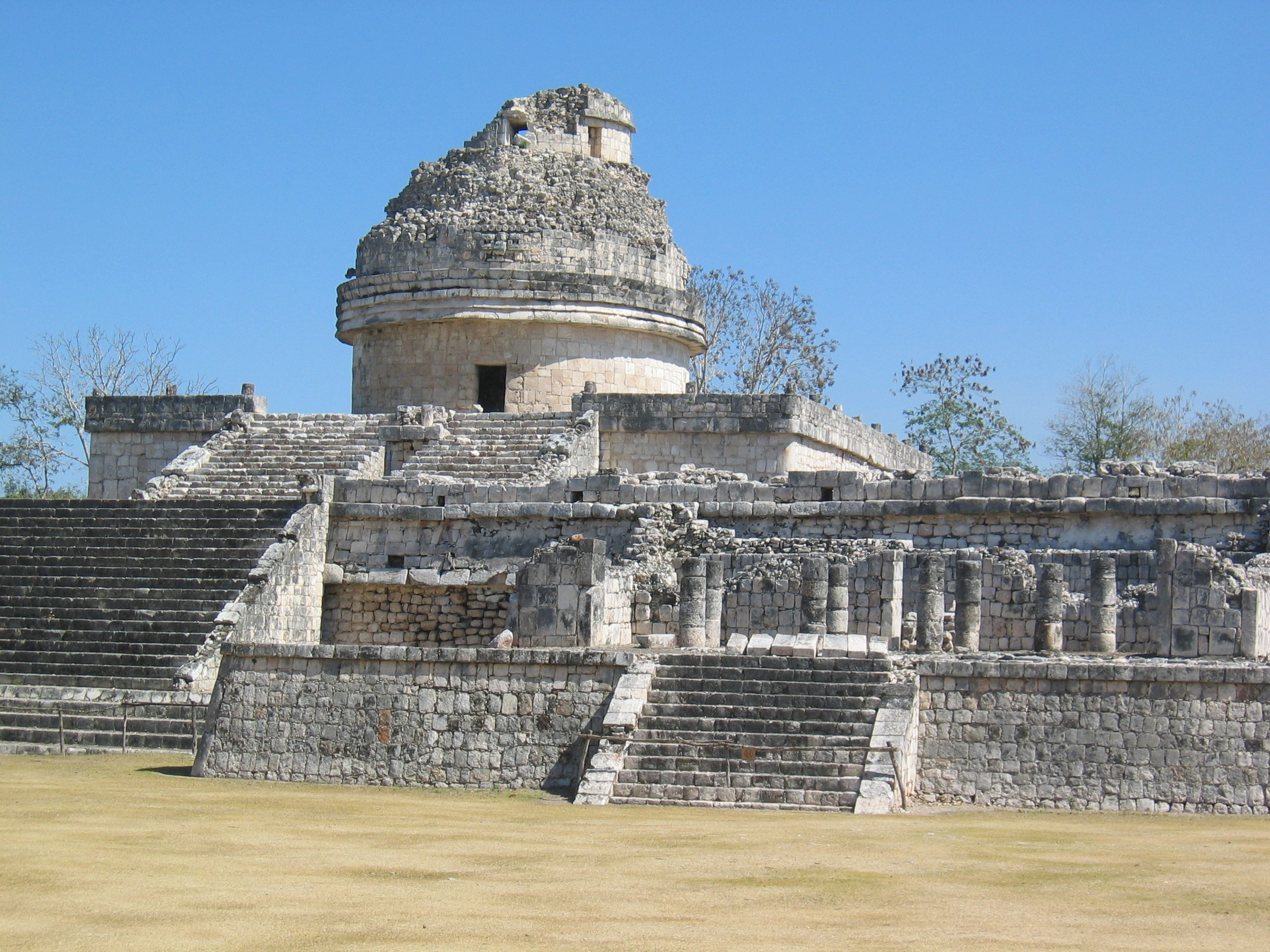
L'Observatori de Chichén Itzá

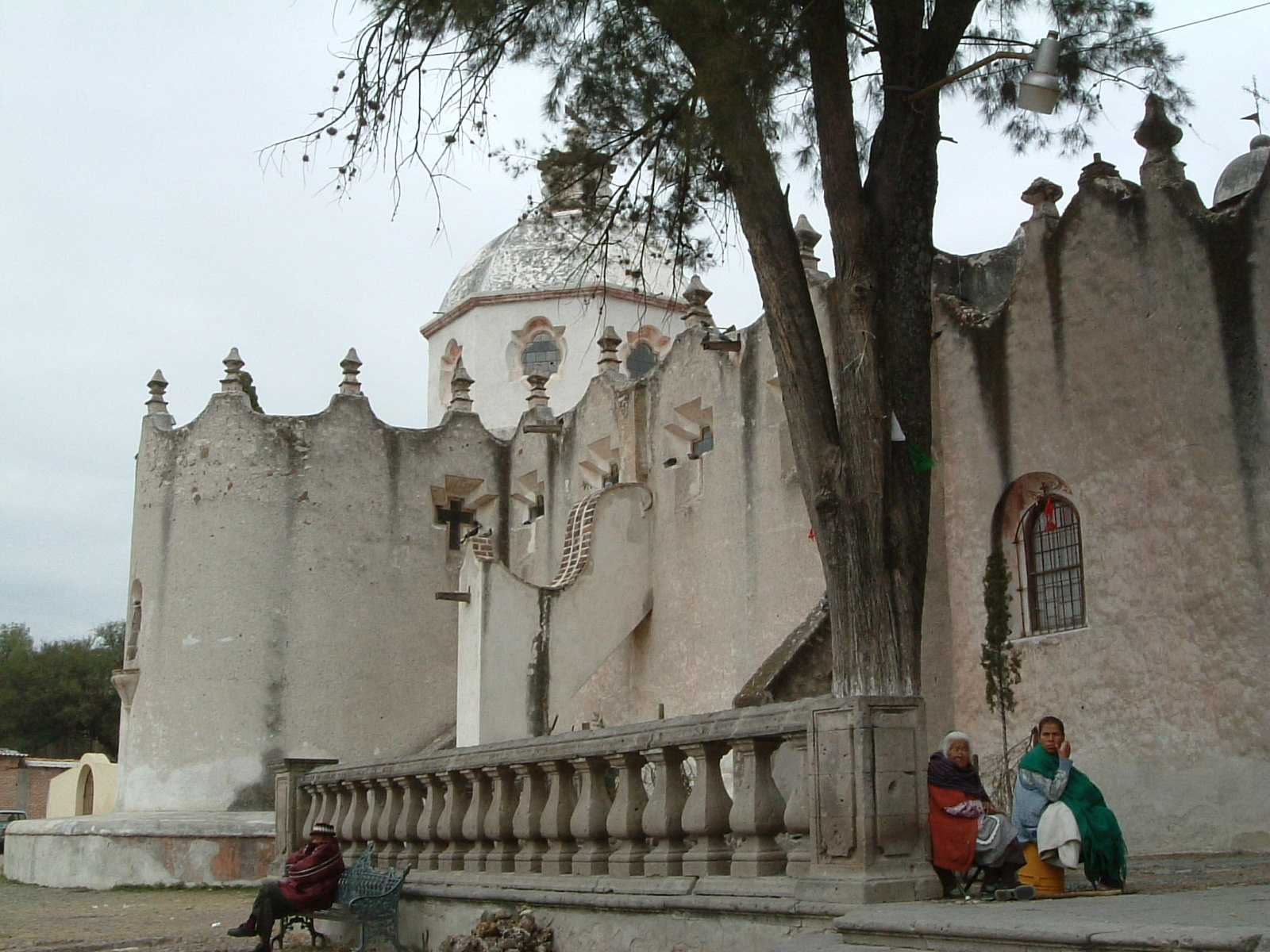
El santuari de Jesús Nazareno d'Atotonilco

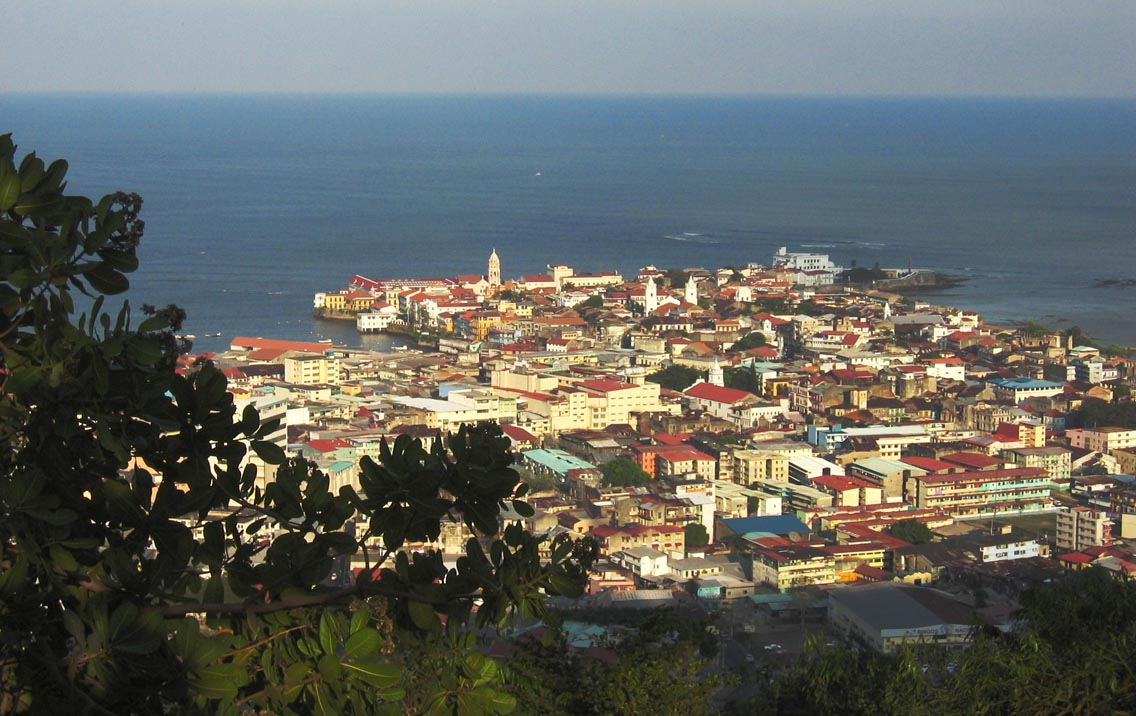
El centre històric de Panamà

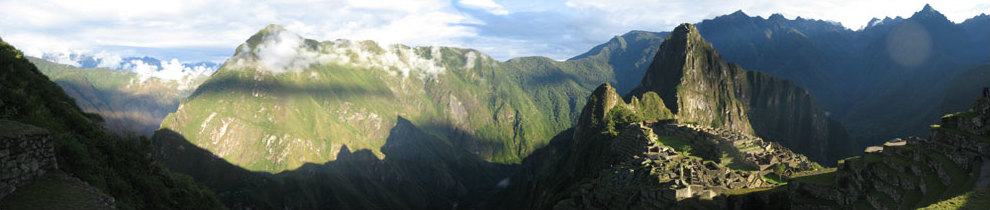
Machu Picchu

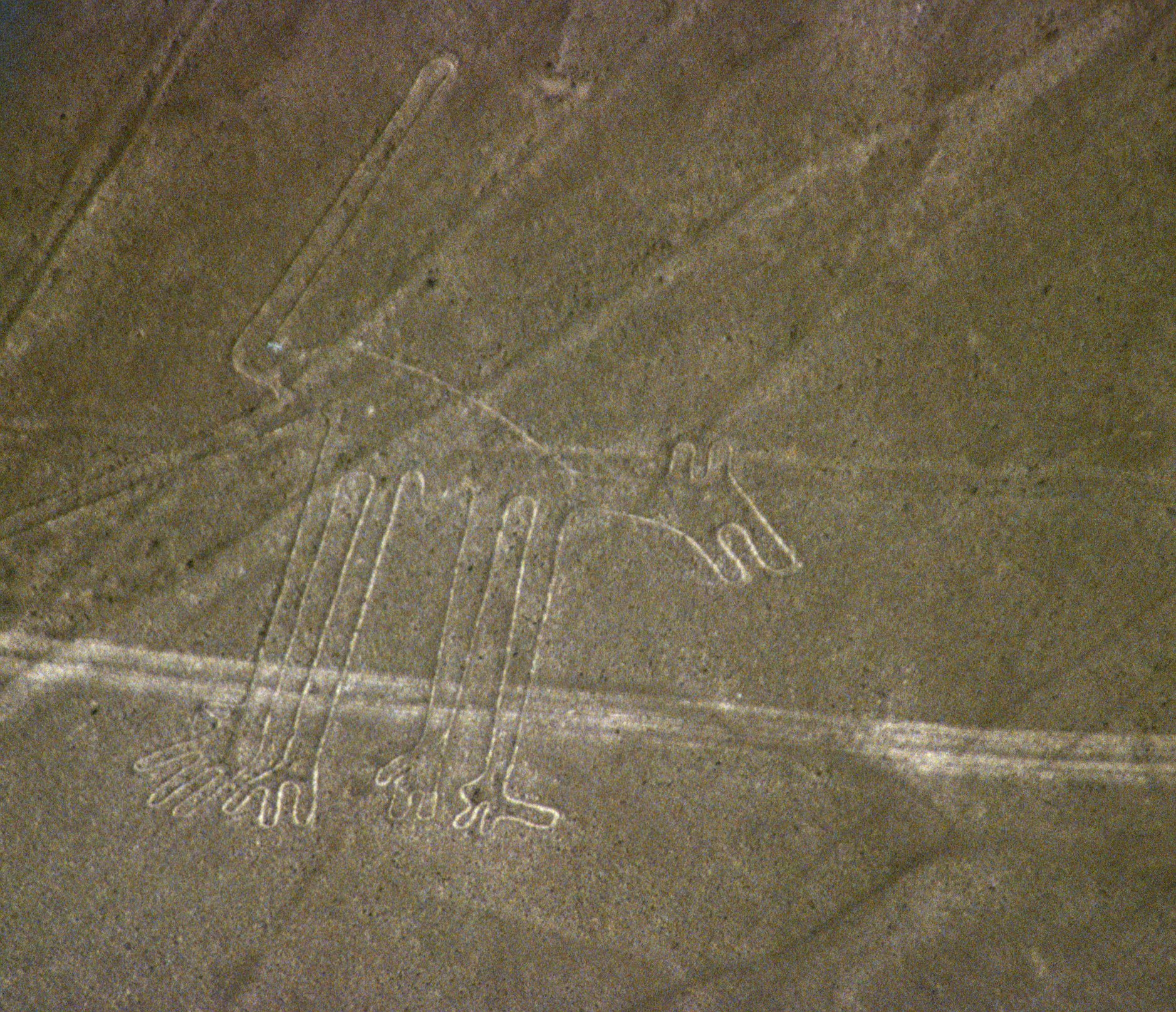
Les línies de Nazca

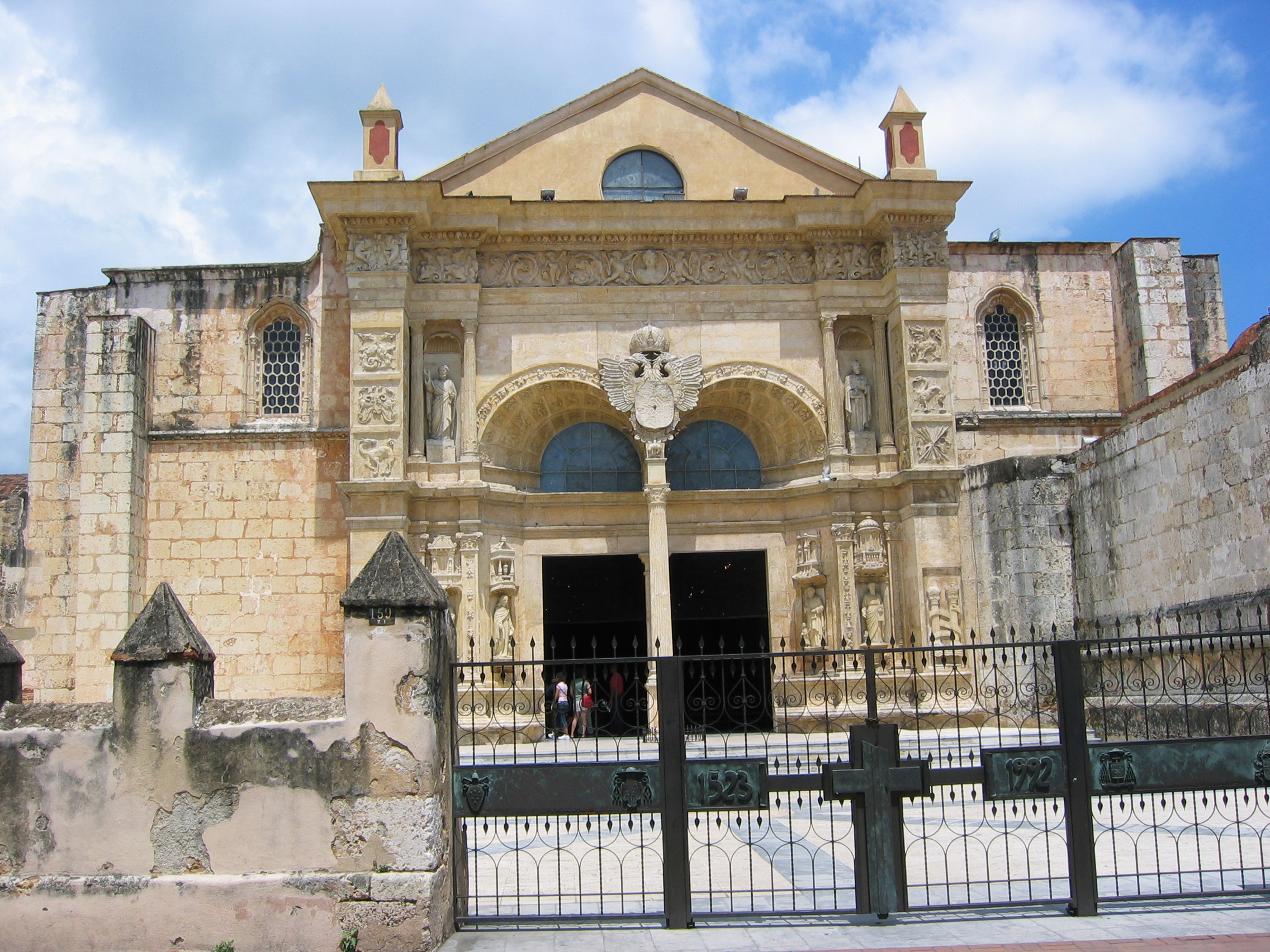
Catedral de Santo Domingo

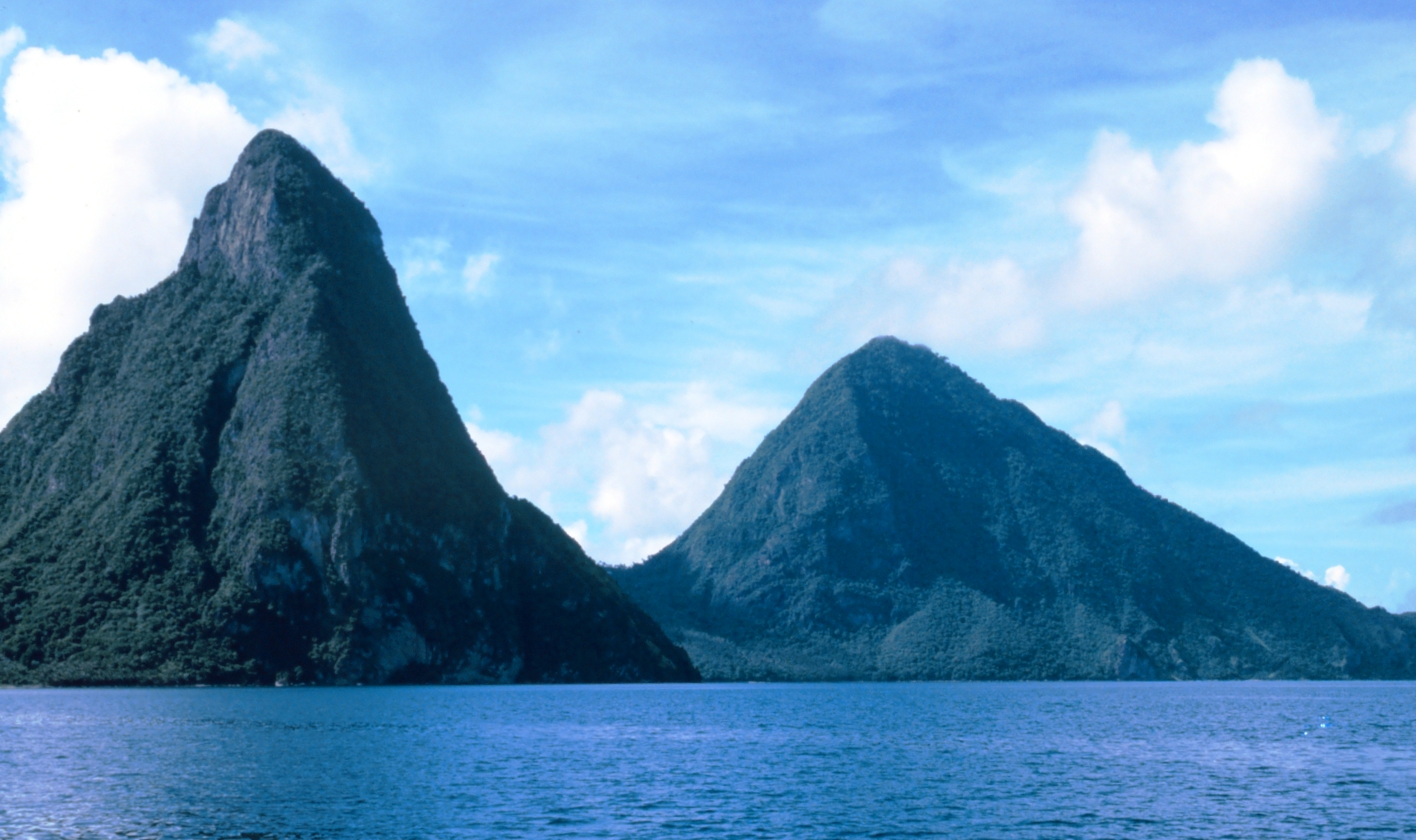
Els Pitons de Saint Lucia

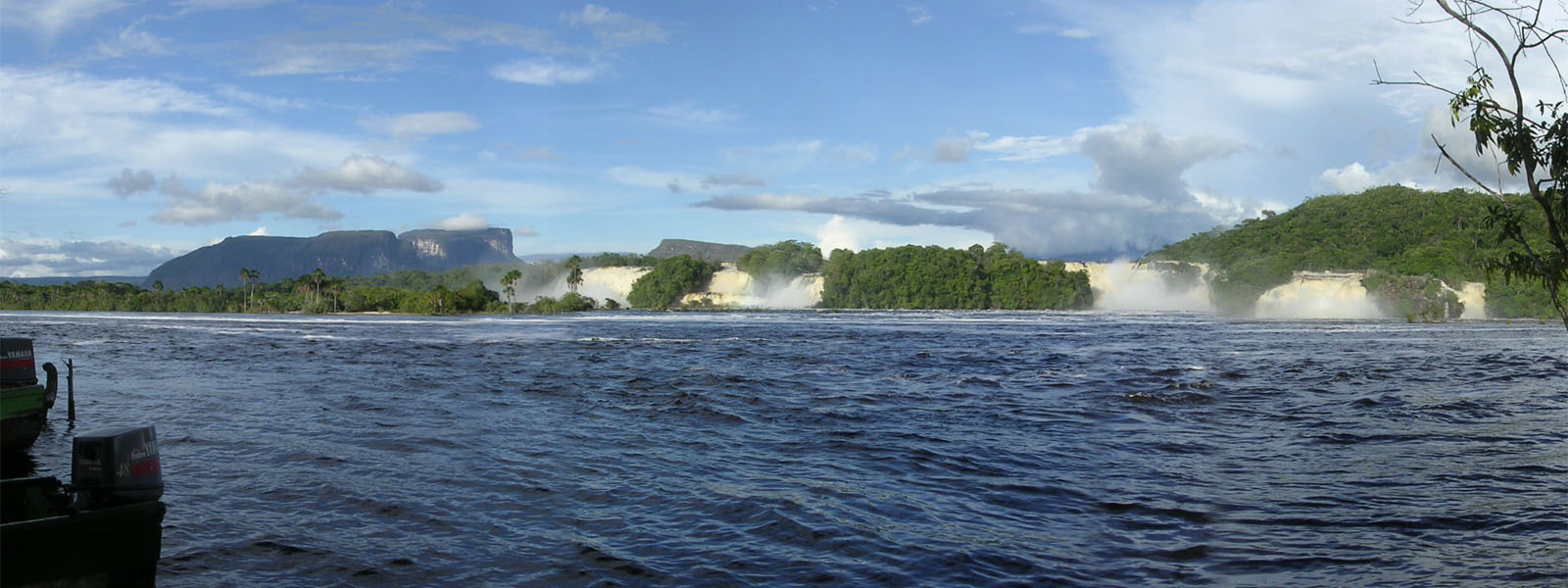
La llacuna de Canaima

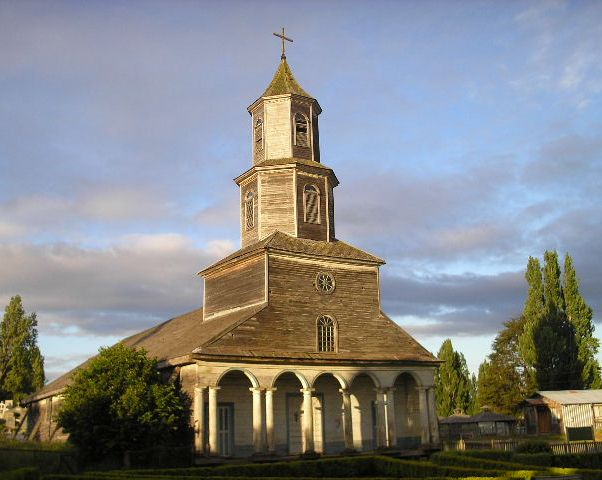
Església de fusta de Chiloé

### Antigua i Barbuda
- 2016: Les drassanes d'Antigua i els jaciments arqueològics relacionats.

### Antilles Neerlandeses
- 1997: La zona històrica de Willemstad, el centre urbà i el port.

Vegeu també: Llista del Patrimoni de la Humanitat als Països Baixos

### Argentina
- 1981: El Parc Nacional Los Glaciares, que inclou, entre d'altres, la glacera Perito Moreno i el llac Viedma.
- 1983 i 1984: Les missions jesuítiques guaranís (compartit amb el Brasil; inclou les missions de San Ignacio Miní, Santa Ana, Nuestra Señora de Loreto i Santa María la Mayor, totes a la província de Misiones).
- 1984: Parc nacional d'Iguazú, que comprèn la part argentina de les cascades de l'Iguaçú.
- 1999: Les Pintures Rupestres de la Cova de les Mans i la vall del riu Pinturas, a la província de Santa Cruz.
- 1999: La península de Valdés.
- 2000: L'Illa jesuítica i les estàncies jesuítiques a Córdoba a la rodalia de la ciutat.
- 2000: Les reserves naturals d'Ischigualasto i Talampaya.
- 2003: La Quebrada de Humahuaca, a la província de Jujuy.
- 2014: Els camins andins de Qhapaq Ñan (compartit amb Bolívia, Colòmbia, l'Equador, el Perú i Xile).
- 2016: L'obra arquitectònica de Le Corbusier (compartit amb França, Alemanya, Argentina, Bèlgica, Índia, Japó, Suïssa).

### Belize
- 1996: El sistema de reserves de barrera d'esculls de Belize.

### Barbados
- 2011: Bridgetown i la seva guarnició

### Bermudes
- 2000: La ciutat històrica de Saint George's i les fortificacions associades

Vegeu també: Llista del Patrimoni de la Humanitat al Regne Unit

### Bolívia
- 1987: La ciutat de Potosí.
- 1990: Missions jesuïtes de Chiquitos.
- 1991: La ciutat històrica de Sucre.
- 1998: Fort de Samaipata.
- 2000: Parc Nacional Noel Kempff Mercado.
- 2000: Tiwanaku, centre espiritual i polític de la cultura tiwanaku.
- 2014: Els camins andins de Qhapaq Ñan (compartit amb l'Argentina, Colòmbia, l'Equador, el Perú i Xile).

### Brasil
- 1980: La ciutat històrica d'Ouro Preto, a l'estat de Minas Gerais.
- 1982: El centre històric de la ciutat d'Olinda, a Pernambuco.
- 1983 i 1984: Missions jesuítiques guaranís (compartit amb l'Argentina; inclou les ruïnes de São Miguel das Missões, a Rio Grande do Sul).
- 1985: El centre històric de Salvador de Bahia.
- 1985: Santuari del Bom Jesus de Matosinhos de Congonhas, a Minas Gerais.
- 1986: Parque Nacional do Iguaçú, que comprèn la part brasilera de les cascades de l'Iguaçú, a l'estat de Paranà.
- 1987: Brasília.
- 1991: Parc Nacional de la Serra da Capivara.
- 1997: El Centre històric de São Luís.
- 1999: El Centre històric de la ciutat de Diamantina, a Minas Gerais.
- 1999: Reserves de Selva Atlàntica a la Costa do Descobrimento.
- 1999: Reserves de la Selva Atlàntica del Sud-est del Brasil.
- 2000: L'àrea de conservació del Pantanal
- 2000 i 2003: Parque Nacional do Jaú.
- 2001: Les àrees protegides del Cerrado, amb els parcs nacionals de la Chapada dos Veadeiros i de les Emas.
- 2001: El Centre històric de la ciutat de Goiás.
- 2001: Les illes atlàntiques brasileres, amb les reserves de Fernando de Noronha i de l'Atol de les Roques.
- 2010: La plaça de São Francisco, a la ciutat de São Cristóvão (Sergipe).
- 2012: Rio de Janeiro, paisatges carioques entre la muntanya i el mar.
- 2016: Conjunt modern de Pampulha, a Belo Horizonte.

### Canadà
- 1978: L'indret històric nacional de L'Anse aux Meadows, a l'illa de Terranova.
- 1978: Reserva del Parc Nacional de Nahanni, als Territoris del Nord-oest.
- 1979, 1992 i 1994: Les reserves naturals de Kluane, al Yukon, i de Tatshenshini-Alsek, a la Colúmbia Britànica (compartit amb les reserves naturals de Wrangell – Saint Elias i Glacier Bay, dels Estats Units).
- 1979: El Parc Provincial Dinosaur, a Alberta.
- 1981: El precipici dels bisons de Head-Smashed-In, a Alberta.
- 1981: El poblat de SGang Gwaii, o Anthony Island, a l'arxipèlag de Gwaii Haanas o illes de la Reina Carlota, a la Colúmbia Britànica.
- 1983: El Parc Nacional Wood Buffalo, a Alberta i els Territoris del Nord-oest.
- 1984 i 1990: Els parcs de les Muntanyes Rocoses canadenques.
- 1985: El districte històric de la ciutat antiga de Quebec.
- 1987: El parc nacional del Gros-Morne, a l'illa de Terranova.
- 1995: L'antiga vila colonial de Lunenburg, a Nova Escòcia.
- 1995: El Parc internacional de la pau Waterton-Glacier (compartit amb els Estats Units; la part canadenca correspon al Parc Nacional dels Llacs Waterton, a Alberta).
- 1999: El Parc Nacional de Miguasha, al Quebec.
- 2007: El canal Rideau, a Ontario.
- 2008: Els Penya-segats fossilífers de Joggins, a Nova Escòcia.
- 2012: El lloc històric nacional del Grand-Pré, a Nova Escòcia.
- 2013: L'estació balenera basca de Red Bay, a la costa de Labrador.
- 2016: Mistaken Point, a l'illa de Terranova.

### Colòmbia
- 1984: El port, les fortaleses i el conjunt monumental de Cartagena.
- 1994: Parc Nacional de Los Katíos.∗
- 1995: El centre històric de Santa Cruz de Mompox al departament de Bolívar.
- 1995: Parc arqueològic de San Agustín.
- 1995: El parc arqueològic nacional de Tierradentro.
- 2006: La reserva de flora i fauna de l'illa de Malpelo.
- 2011: El paisatge cultural cafeter de Colòmbia.
- 2014: Els camins andins de Qhapaq Ñan (compartit amb l'Argentina, Bolívia, l'Equador, el Perú i Xile).

### Costa Rica
- 1983 i 1990: El Parque Internacional La Amistad, a la serralada de Talamanca (compartit amb el Panamà).
- 1997 i 2002: El Parc Nacional de l'illa del Coco
- 1999 i 2004: Àrea de Conservació Guanacaste.
- 2014: Esferes de pedra de Costa Rica

### Cuba
- 1982: La ciutat vella de l'Havana i el seu sistema de fortificacions
- 1988: Trinidad i la vall de los Ingenios.
- 1997: El castell de San Pedro de la Roca, a Santiago de Cuba.
- 1999: Parc Nacional del Desembarco del Granma.
- 1999: La vall de Viñales.
- 2000: El paisatge arqueològic de les primeres plantacions de cafè del sud-est de Cuba.
- 2001: El Parc Nacional Alejandro de Humboldt
- 2005: El centre històric urbà de Cienfuegos.
- 2008: El centre històric de Camagüey.

### Dominica
- 1997: El Parc Nacional Morne Trois Pitons

### El Salvador
- 1993: El jaciment arqueològic de Joya de Cerén

### Equador
- 1978 i 2001: Illes Galápagos.
- 1978: La ciutat de Quito.
- 1983: Parc Nacional Sangay.
- 1999: El centre històric de Santa Ana de los Cuatro Ríos de Cuenca.
- 2014: Els camins andins de Qhapaq Ñan (compartit amb l'Argentina, Bolívia, Colòmbia, el Perú i Xile).

### Estats Units d'Amèrica
- 1978: El Parc Nacional de Mesa Verde, a Colorado.
- 1978: El Parc Nacional de Yellowstone, a Wyoming, Montana i Idaho.
- 1979: L'Independence Hall de Filadèlfia
- 1979, 1992 i 1994: Les reserves naturals de Wrangell - Saint Elias i Glacier Bay, a Alaska (compartit amb les reserves naturals de Kluane i Tatshenshini-Alsek, del Canadà).
- 1979: El Parc Nacional dels Everglades, a Florida.∗
- 1979: El Parc Nacional del Gran Canyó, a Arizona.
- 1980: El Parc Nacional i Estatal de Redwood, a Califòrnia.
- 1981: El Parc Nacional de Mammoth Cave, a Kentucky.
- 1981: El Parc Nacional Olímpic, a l'estat de Washington.
- 1982: L'indret històric estatal de Cahokia Mounds, a Illinois.
- 1983: La Fortaleza i el centre històric de San Juan, a Puerto Rico.
- 1983: El Parc Nacional de les Grans Muntanyes Fumejants, a Carolina del Nord i Tennessee.
- 1984: El Parc Nacional de Yosemite, a Califòrnia.
- 1984: L'estàtua de la Llibertat, al port de Nova York.
- 1987: La cultura Chaco de Nou Mèxic.
- 1987: Monticello i la Universitat de Virgínia a Charlottesville.
- 1987: El Parc Nacional dels Volcans de Hawaii.
- 1992: El poble dels indis Taos, de Nou Mèxic.
- 1995: El parc internacional de la pau Waterton-Glacier (compartit amb el Canadà; la part nord-americana correspon al parc nacional de Glacier, a Montana).
- 1995: El Parc Nacional de les Cavernes de Carlsbad, a Nou Mèxic.
- 2010: Papahānaumokuākea, a Hawaii.
- 2014: Lloc històric de Poverty Point, a Louisiana.
- 2015: Les missions de San Antonio, a Texas.

### Groenlàndia
- 2004: El fiord glaçat d'Ilulissat

Vegeu també: Llista del Patrimoni de la Humanitat a Dinamarca

### Guatemala
- 1979: Antigua Guatemala.
- 1979: El Parc Nacional de Tikal
- 1979: El parc arqueològic i les ruïnes de Quiriguá

### Haití
- 1982: El Parc Nacional Històric, amb la ciutadella de La Ferrière i les ruïnes dels palaus de Sans-Souci i Ramiers.

### Hondures
- 1980: El jaciment maia de Copán.
- 1982: La Reserva de la Biosfera de Río Plátano

### Jamaica
- 2015: Les Blue Mountains i les John Crow Mountains.

### Mèxic
- 1987: El Centre Històric de la Ciutat de Mèxic i els jardins de Xochimilco.
  - El centre històric d'Oaxaca de Juárez i la zona arqueològica de Monte Albán
  - El centre històric de Puebla de Zaragoza
  - La ciutat precolombina de Teotihuacan, a l'estat de Mèxic.
  - La ciutat precolombina de la zona arqueològica de Palenque i el Parc Nacional de Palenque, a Chiapas.
  - La reserva de la biosfera de Sian Ka'an, a Quintana Roo.
- 1988: La ciutat històrica de Guanajuato i les mines adjacents.
  - La ciutat precolombina de Chichén Itzá al Yucatán.
- 1991: El centre històric de Morelia, capital de Michoacán
- 1992: El Tajín, ciutat precolombina de l'estat de Veracruz.
- 1993:
  - Les pintures rupestres de la Sierra de San Francisco, a la Baixa Califòrnia
  - El centre històric de la ciutat de Zacatecas, a l'estat de Zacatecas.

- - La reserva de balenes d'El Vizcaíno, a la Baixa Califòrnia Sud.
- 1994: Els primers monestirs del segle XVI sobre els vessants del Popocatépetl, a l'estat de Puebla.
- 1996:
  - La ciutat precolombina d'Uxmal, al Yucatán.
  - La zona de monuments històrics de Santiago de Querétaro
- 1997: L'Hospicio Cabañas, a Guadalajara (Jalisco).
- 1998:
  - la zona arqueològica de Paquimé, a Casas Grandes (Chihuahua).
  - la zona de monuments històrics de Tlacotalpan, a Veracruz.
- 1999:
  - la ciutat històrica fortificada de Campeche
  - La zona de monuments arqueològics de Xochicalco, a l'estat de Morelos.
- 2002: L'antiga ciutat maia de Calakmul, a Campeche.
- 2003: les missions franciscanes de la Sierra Gorda de Querétaro.
- 2004: La casa taller de Luis Barragán a la rodalia de la Ciutat de Mèxic.
- 2005: les illes i les àrees protegides del golf de Califòrnia.
- 2006: El paisatge d'agaves i els antics tallers de la indústria del tequila a Jalisco.
- 2007: el campus central de la Universitat Nacional Autònoma de Mèxic (UNAM), a la Ciutat de Mèxic.
- 2008:
  - La ciutat protectora de San Miguel de Allende i el santuari de Jesús Nazareno d'Atotonilco, a Guanajuato.
  - la Reserva de la biosfera de la Papallona Monarca, als estats de Michoacán i Mèxic
- 2010:
  - Camino Real de Tierra Adentro.
  - Les coves prehistòriques de Yagul i Mitla, a la vall central d'Oaxaca.
- 2013: la Reserva de la Biosfera del Pinacate i el Gran Desert d'Altar.
- 2015: Sistema hidràulic de l'aqüeducte del Padre Tembleque.
- 2016: les illes Revillagigedo.

### Nicaragua
- 2000: Les ruïnes de León Viejo.
- 2011: La catedral de León.

### Panamà
- 1980: Les fortificacions de la costa caribenya del Panamà, Portobelo i San Lorenzo.
- 1981: El parc Nacional del Darién
- 1983 i 1990: El Parque Internacional La Amistad, a la Serralada de Talamanca(compartit amb Costa Rica).
- 1997 i 2003: Les ruïnes de Panamá la Vieja i el centre històric de la Ciutat de Panamà.
- 2005: El Parc Nacional de l'illa de Coiba i la zona especial de protecció marina

### Paraguai
- 1993: Missions jesuítiques guaranís de Santísima Trinidad del Paraná i Jesús de Tavarangue.

### Perú
- 1983: El santuari històric de Machu Picchu
- 1983: La ciutat de Cusco
- 1985: Parc Nacional del Huascarán.
- 1985: El jaciment arqueològic de Chavín de Huántar
- 1986: La zona arqueològica de Chan Chan.∗
- 1987: El Parc Nacional del Manú
- 1988 i 1991: El Centre històric de Lima
- 1990 i 1992: El Parc Nacional del Río Abiseo
- 1994: Les línies de Nazca i de les Pampas de Jumana
- 2000: El centre històric de la ciutat d'Arequipa
- 2009: La ciutat sagrada de Caral-Supe.
- 2014: Els camins andins de Qhapaq Ñan (compartit amb l'Argentina, Bolívia, Colòmbia, l'Equador i Xile).

### Puerto Rico
- 1983: La Fortaleza i el Lloc Històric Nacional de San Juan.

Vegeu també: Llista del Patrimoni de la Humanitat als Estats Units d'Amèrica

### República Dominicana
- 1990: La ciutat colonial de Santo Domingo

### Saint Kitts i Nevis
- 1999: Parc Nacional de la fortalesa de Brimstone Hill.

### Saint Lucia
- 2004: L'àrea de gestió ambiental dels Pitons

### Surinam
- 2000: Reserva natural del Surinam central.
- 2002: El centre històric de la ciutat de Paramaribo

### Uruguai
- 1995: El barri històric de la ciutat de Colonia del Sacramento.
- 2015: Paisatge cultural i industrial de Fray Bentos.

### Veneçuela
- 1993: Coro i el seu port.∗
- 1994: El Parc Nacional de Canaima, amb el Salto Angel.
- 2000: Ciutat Universitària de Caracas, de l'arquitecte Carlos Raúl Villanueva.

### Xile
- 1995: El Parc Nacional de Rapa Nui, a l'illa de Pasqua.
- 2000: Les esglésies de fusta de l'Arxipèlag de Chiloé.
- 2003: El barri històric de la ciutat portuària de Valparaíso
- 2005: Les mines de nitre de Humberstone i Santa Laura, al desert d'Atacama.∗
- 2006: La ciutat minera de Sewell
- 2014: Els camins andins de Qhapaq Ñan (compartit amb l'Argentina, Bolívia, Colòmbia, l'Equador i el Perú).